# Chevrolet Corvette
Chevrolet Corvette – samochód sportowy klasy średniej produkowany pod amerykańską marką Chevrolet od 1953 roku. Od 2020 roku produkowana jest ósma generacja modelu.

## Pierwsza generacja

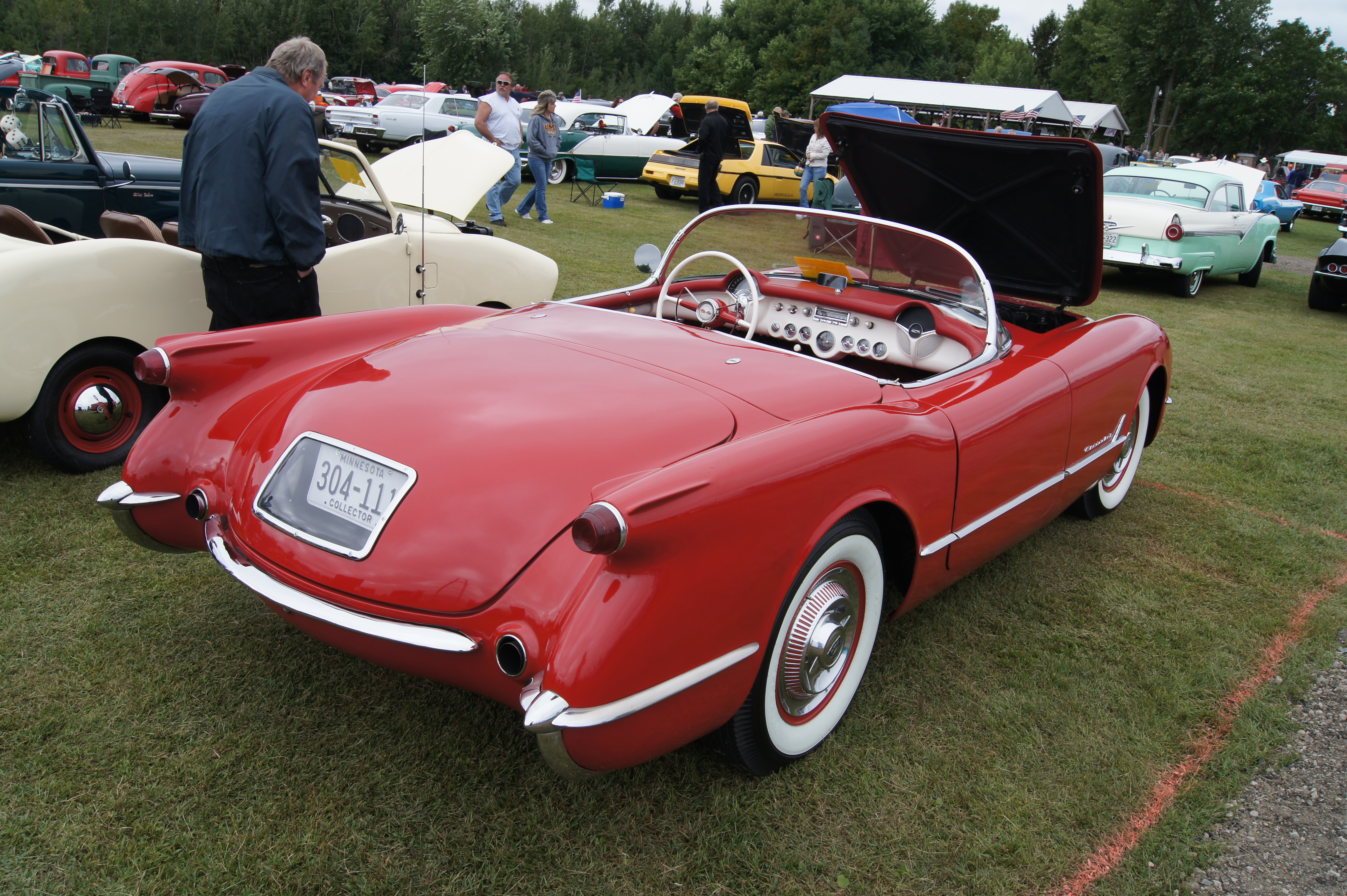
Chevrolet Corvette C1 - tył

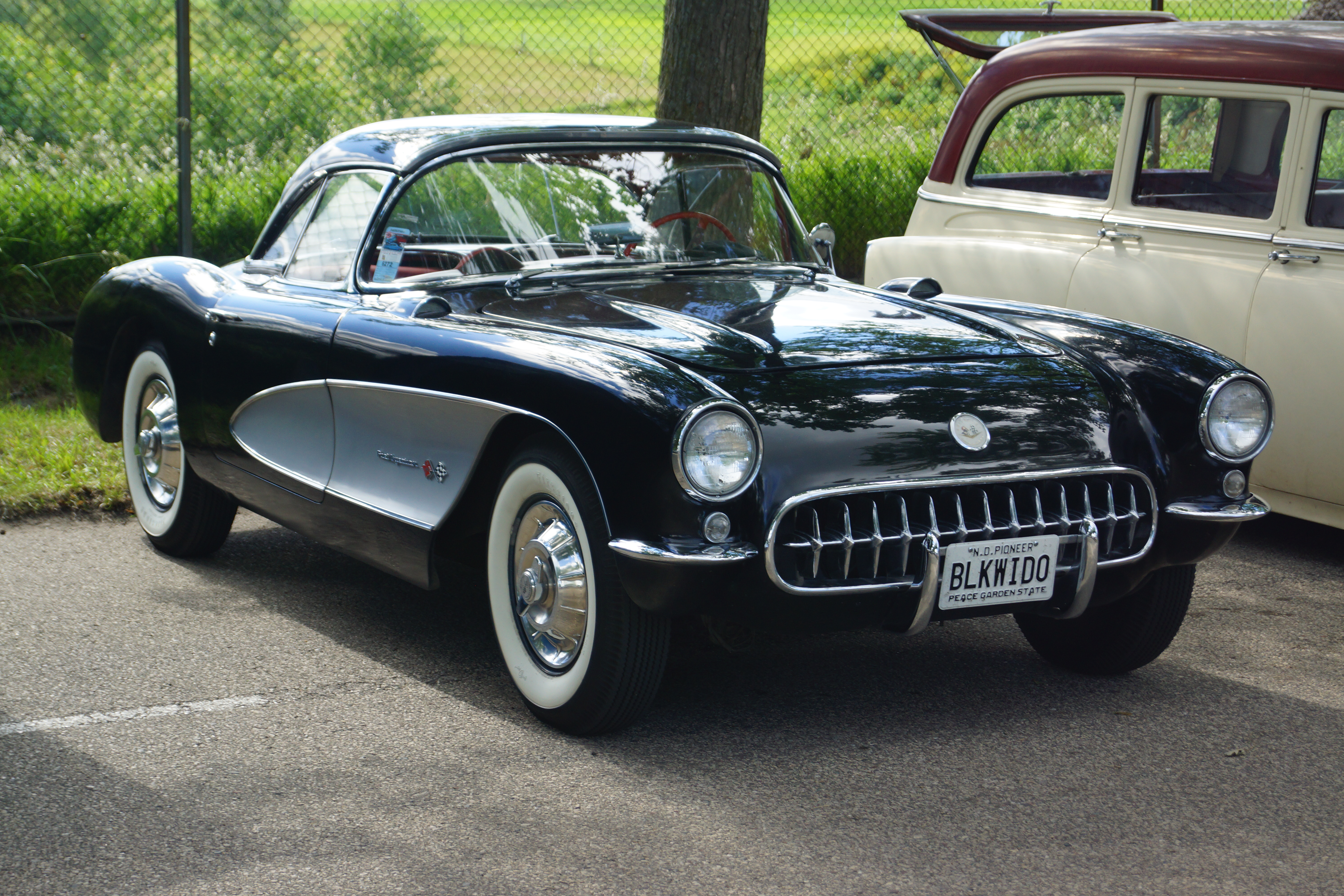
Chevrolet Corvette C1 po pierwszym liftingu

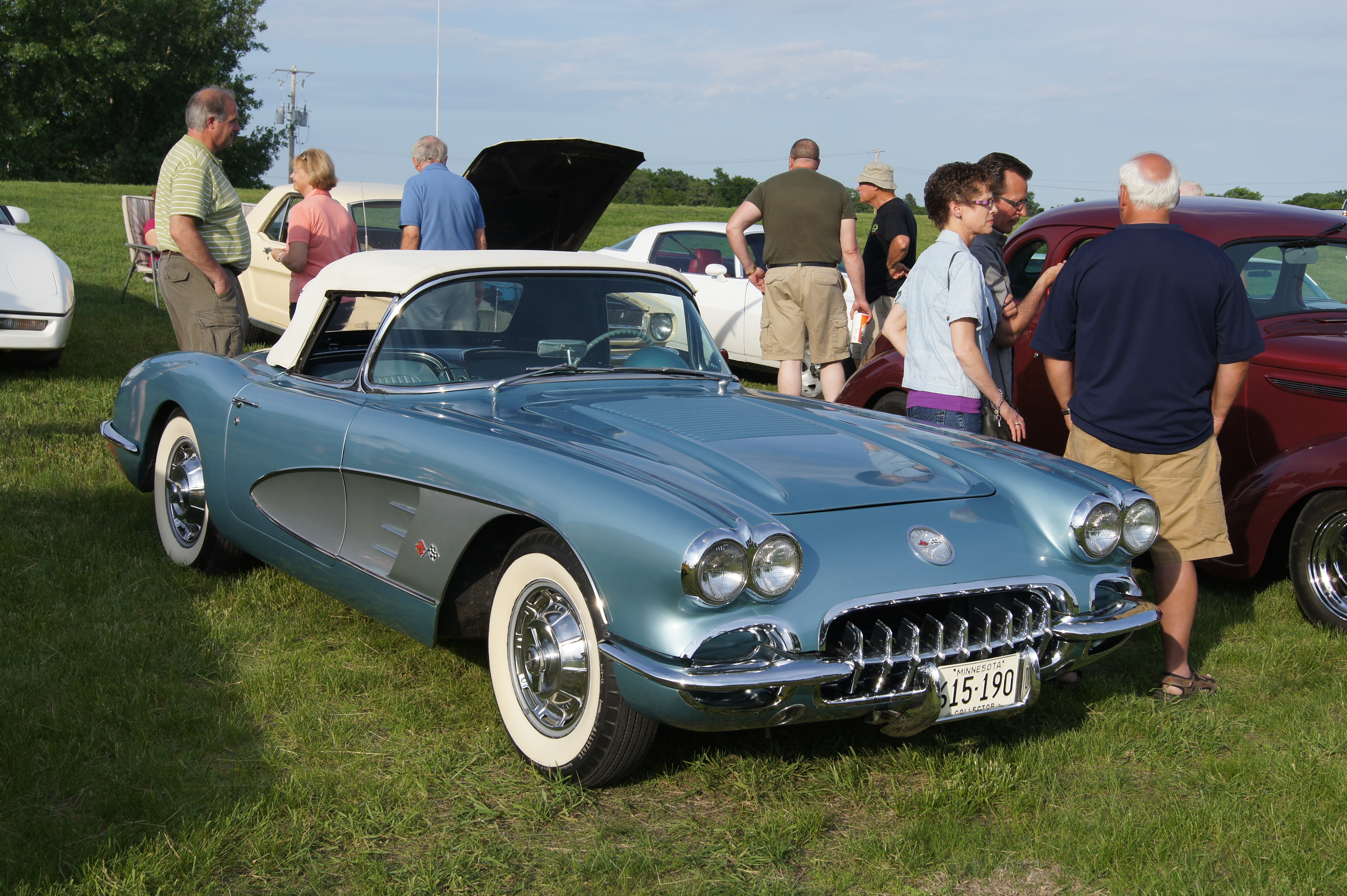
Chevrolet Corvette C1 po drugim liftingu

Chevrolet Corvette I został zaprezentowany po raz pierwszy w 1953 roku.
Za powstanie Corvetty odpowiada Harley Earl, miłośnik samochodów sportowych. Oglądając żołnierzy wracających do domu po II wojnie światowej w Jaguarach czy Alfach Romeo zrodził się pomysł stworzenia Corvetty. Nazwę modelu wymyślił Myron Scott, zainspirowała go nazwa  małych okrętów (korwet), które potrafiły szczególnie szybko manewrować.
Premiera pierwszej generacji modelu w formie 2-drzwiowego roadstera odbyła się latem 1953 roku podczas wystawy Motorama. Nadwozie wykonane z tworzywa sztucznego osadzono na stalowej ramie. Samochód wyróżniał się dwukolorowym malowaniem nadwozia, a także podłużną maską przednią i ściętym, zaokrąglonym tyłem.
Początkowo do napędu pojazdu służył silnik o pojemności ok. 3860 cm³ i mocy 150 KM, później 195 KM. W 1956 roku po raz pierwszy zaprezentowano model z przestylizowanym nadwoziem. Cechą charakterystyczną było obłe przetłoczenie za przednim nadkolem. Po raz pierwszy można było zamówić wersję hardtop (sztywny dach). Pojawiły się również silniki ośmiocylindrowe V8 o mocy 265, a rok później już 283 KM, uzyskane z silnika wyposażonego we wtrysk paliwa o pojemności około 4640 cm³. W 1958 roku wprowadzono model z podwójnymi reflektorami z przodu. W latach 1958–1960 oferowano ww. silnik, oznaczony od pojemności skokowej 235, w wariantach mocy od 230 do 315 KM. W 1962 roku zaprezentowano silnik 327 (~5360 cm³) o mocy maksymalnej 360 KM.
W ciągu dziewięciu lat produkcji wyprodukowano 69 015 egzemplarzy Corvetty C1.

### Restylizacje
Podczas 9 lat produkcji pierwszej generacji Chevroleta Corvette, samochód dwukrotnie przeszedł gruntowną restylizację przedniej części nadwozia. 1955 roku zmienił się kształt wlotu powietrza oraz przedniego zderzaka, z kolei reflektory przyjęły formę okrągłych, jednokloszowych umieszczonych w błotnikach. Kolejne zmiany wprowadzono w 1957 roku, montując podwójne okrągłe reflektory, a także niżej osadzoną atrapę chłodnicy.

### Silniki
- L6 3.9l Blue Flame
- V8 4.3l Small-Block
- V8 4.6l Small-Block
- V8 5.4l Small-Block

## Druga generacja

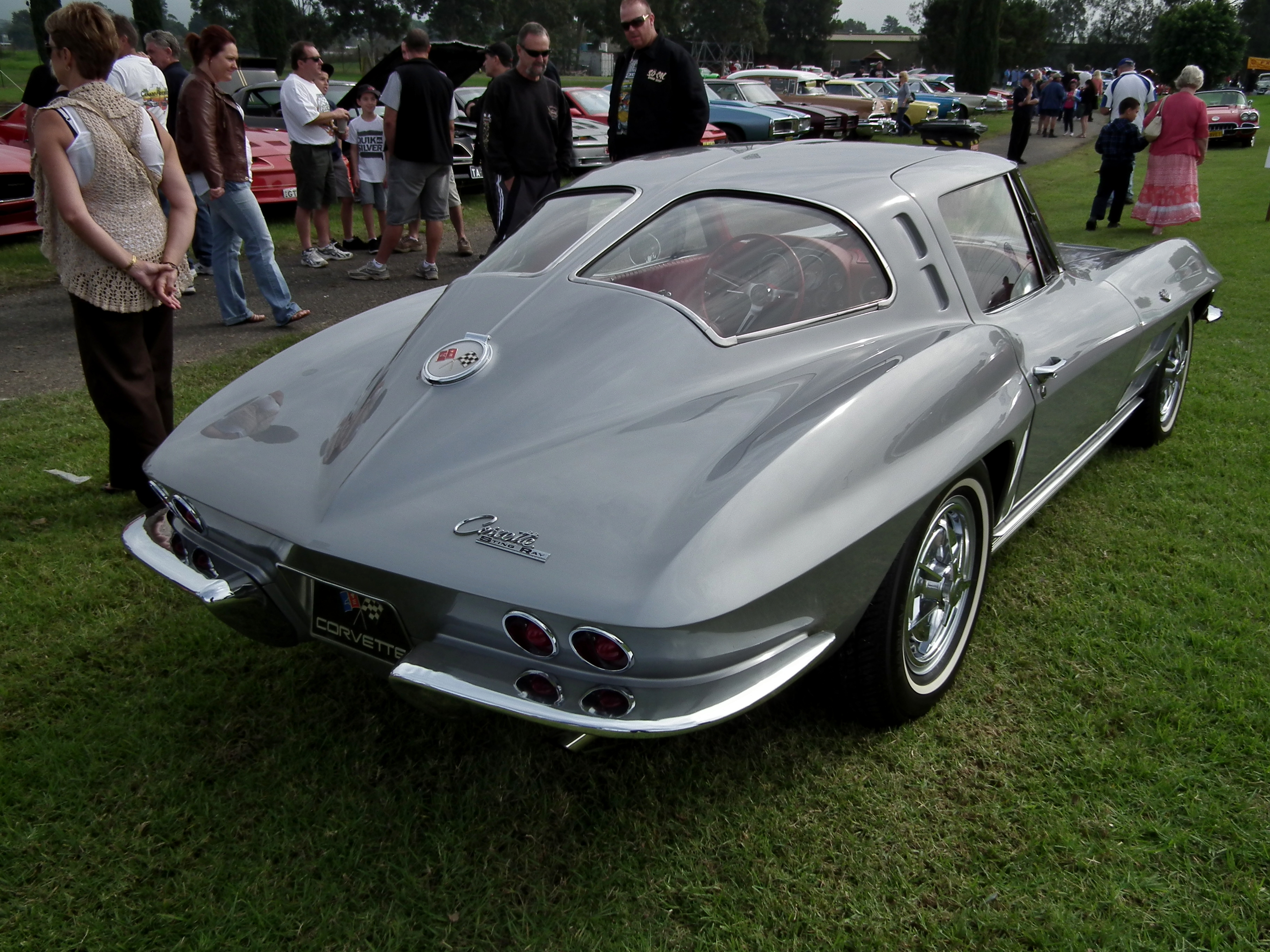
Chevrolet Corvette C2 Stingray - tył

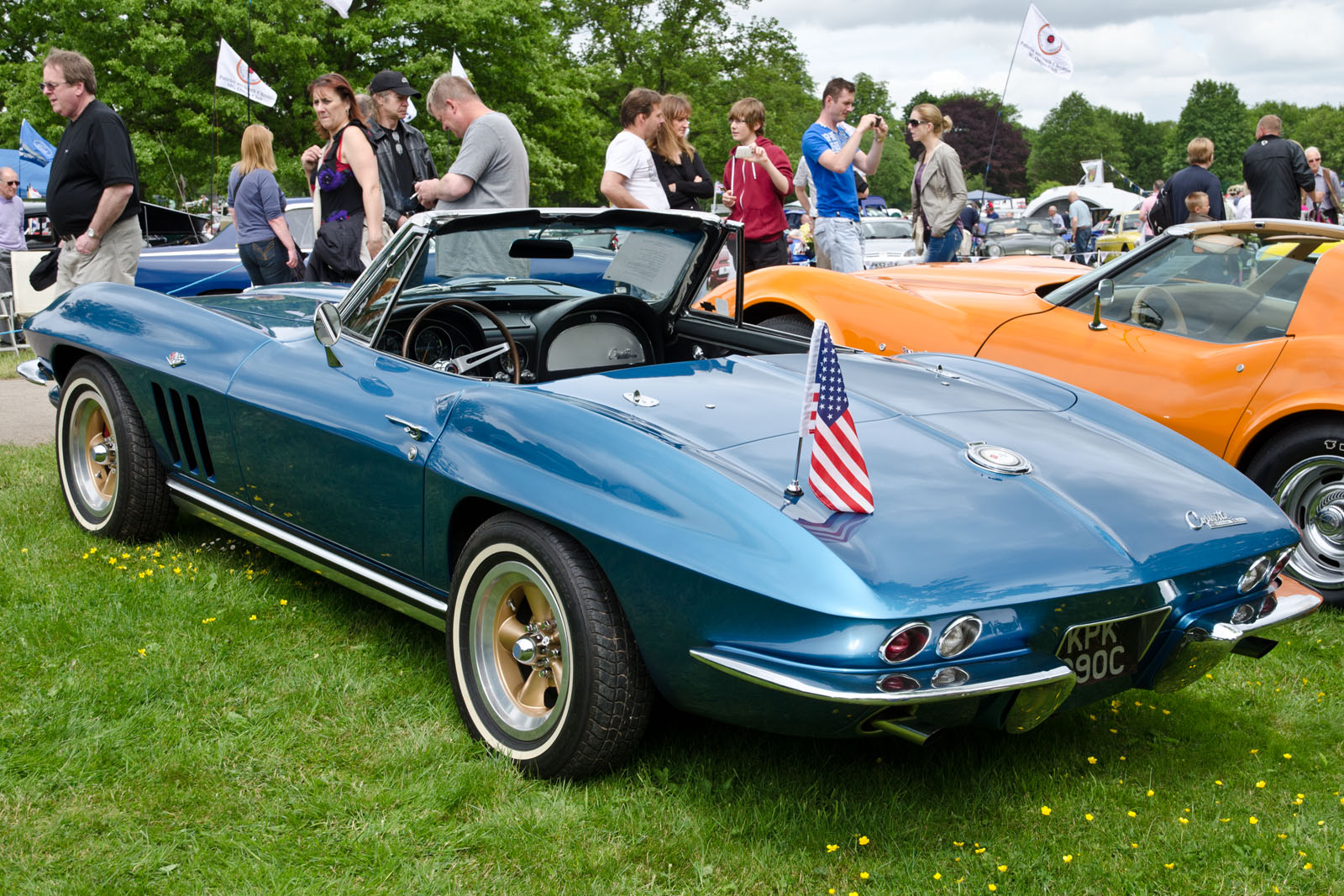
Chevrolet Corvette C2 Roadster

Chevrolet Corvette II został zaprezentowany po raz pierwszy w 1962 roku.
Po raz pierwszy wraz z nową generacją pojawiła się nowa odmiana nadwoziowa coupe o nazwie Corvette Stingray. Zmodyfikowano ramę, aby była lżejsza, przednie zawieszenie, ale przede wszystkim całkowicie zmieniono nadwozie, które miało przypominać wyglądem rekina.
Samochód wyróżniał się tylną, panoramiczną szybą przedzieloną środkowym słupkiem, przez który przechodzi przetłoczenie, idące wzdłuż całego samochodu, imitujące kręgosłup „bestii”. Ze względów bezpieczeństwa nakazano firmie rezygnację z tego słupka i model na rok 1964 posiada już jednolitą panoramiczną szybę bez charakterystycznego słupka.
Do napędu posłużył silnik 327 V8 o mocy 365 KM. W roku 1966 zastosowano silnik 427, z serii zwanej big-block, o mocach 425–435 KM. Jednostki były montowane pod podłużną maską.
W ciągu 5 lat produkcji wyprodukowano 117 964 egzemplarze pojazdu.

### Silniki
- V8 5.4l Small-Block
- V8 6.5l Big-Block
- V8 7.0l Big-Block

## Trzecia generacja

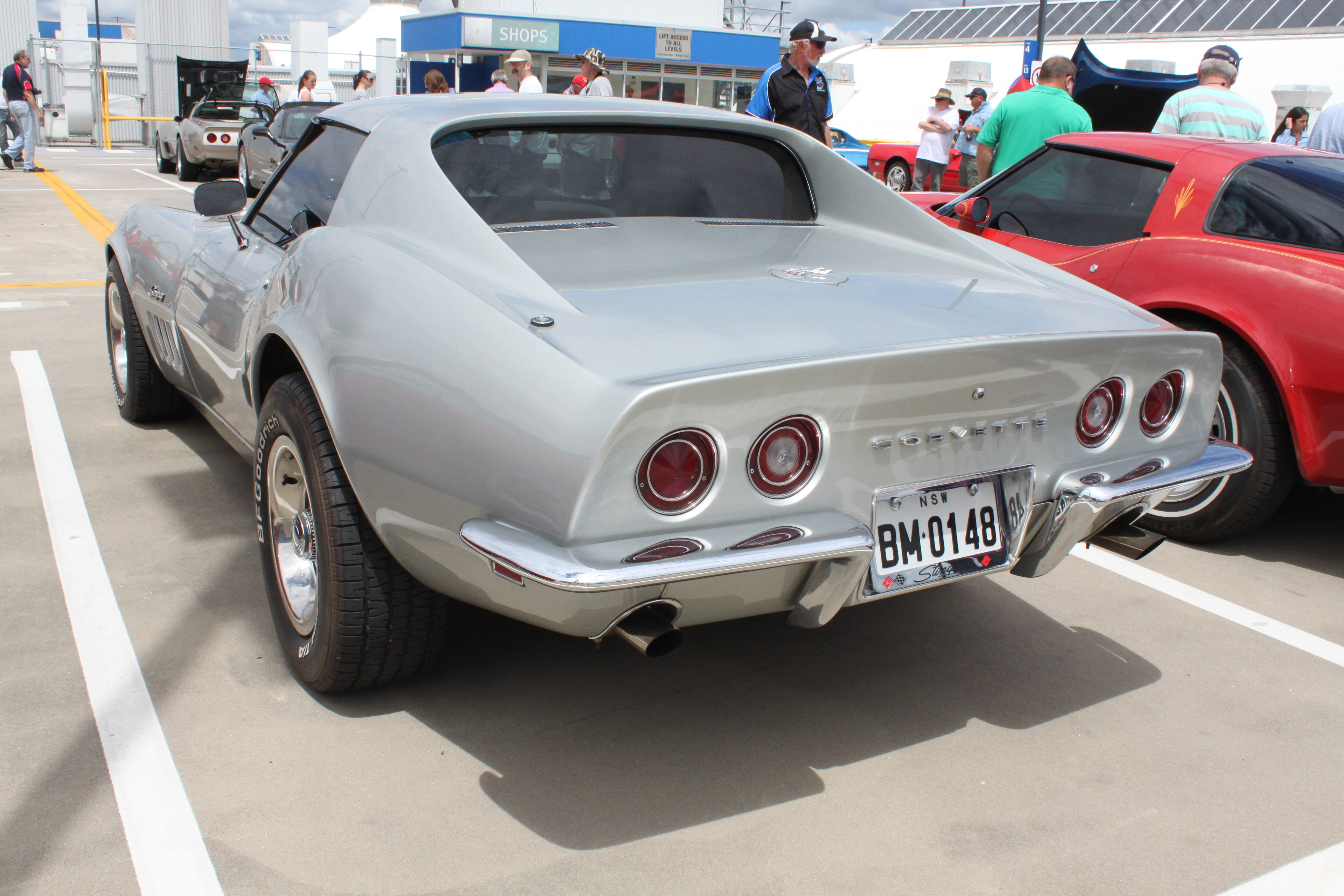
Chevrolet Corvette C3 - tył

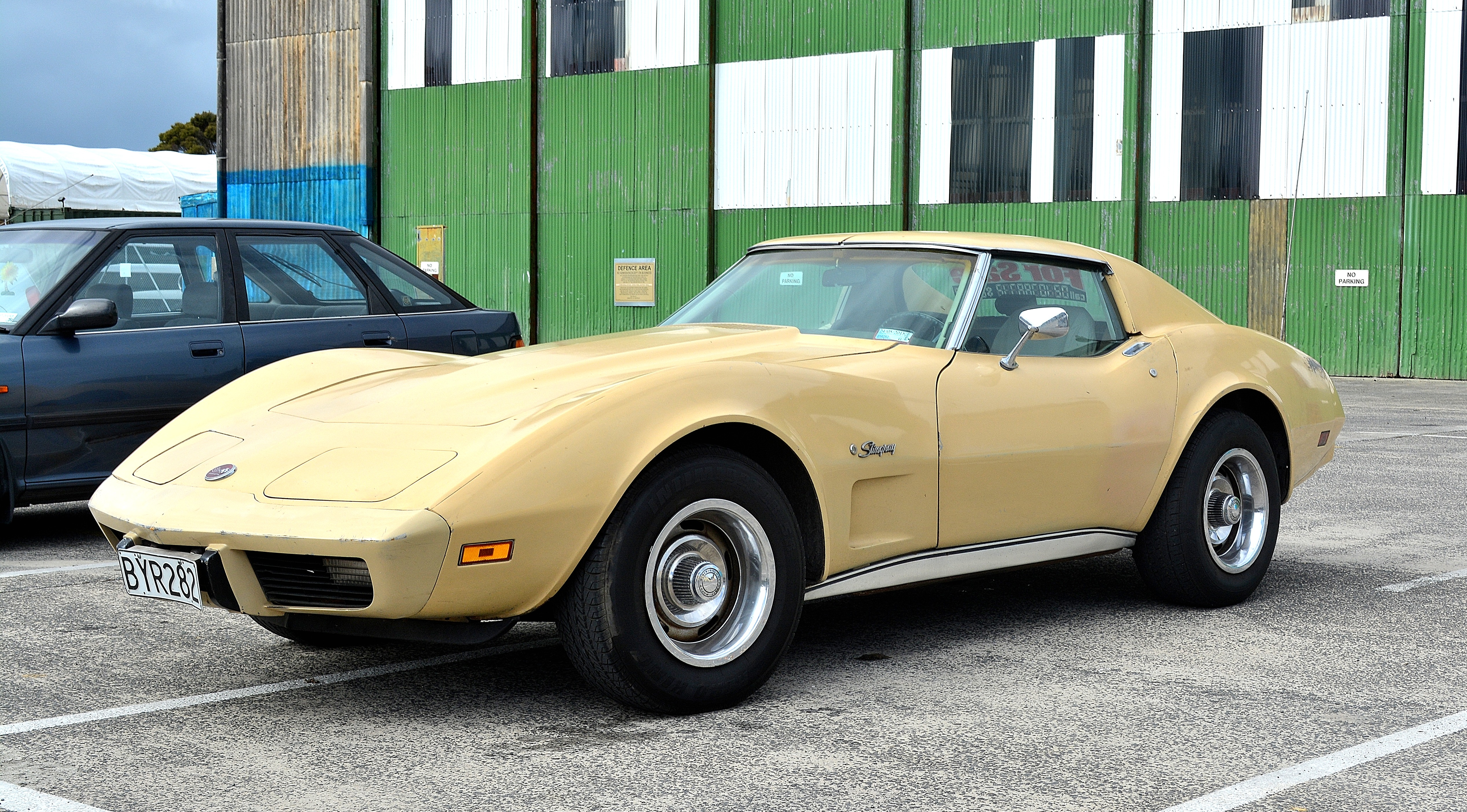
Chevrolet Corvette C3 po liftingu

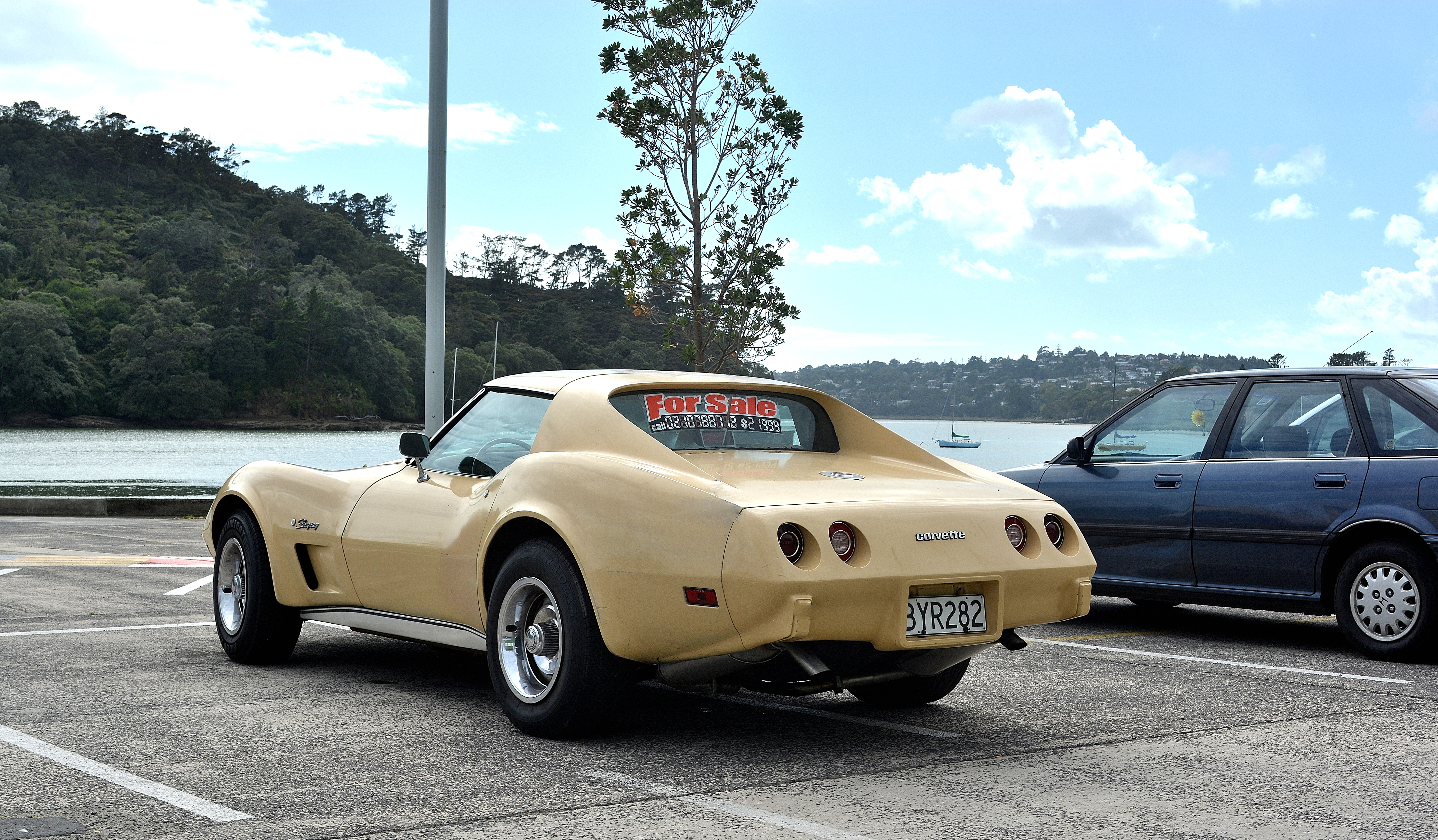
Chevrolet Corvette C3 - tył po liftingu

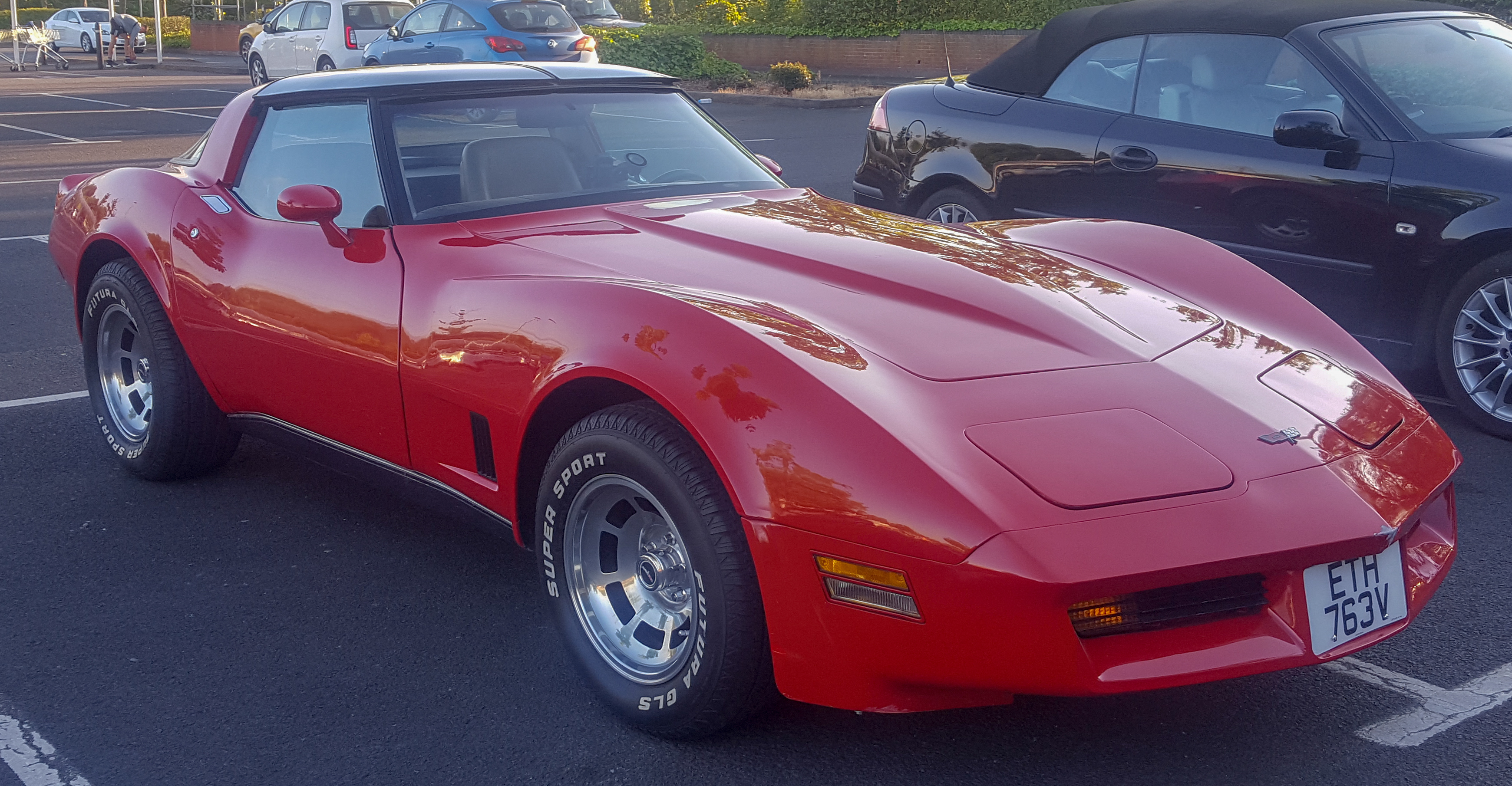
Chevrolet Corvette C3 po drugim liftingu

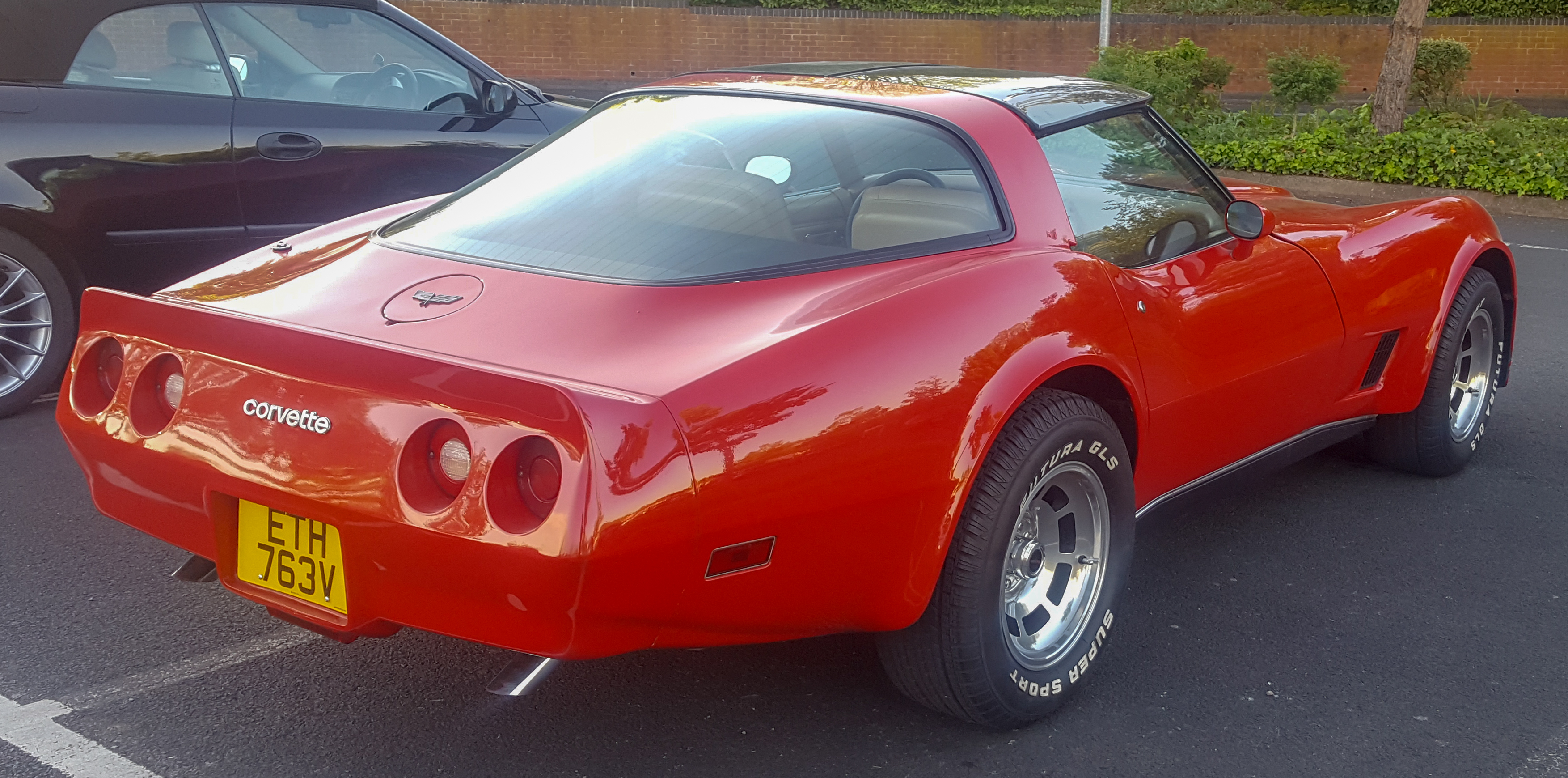
Chevrolet Corvette C3 - tył po drugim liftingu

Chevrolet Corvette III został zaprezentowany po raz pierwszy w 1967 roku.
W pierwszym roku produkcji wariant coupe nie był w jakikolwiek sposób oznaczony, lecz już w 1969 powrócono do nazwy człon Stingray. Podstawę stylistyczną stanowił prototyp Mako Shark II, uzyskując charakterystyczne proporcje nawiązujące do butelki Coca-Coli (tzw. coke-bottle design), z wyraźnie zaznaczonymi nadkolami, a także szpiczastą maską przednią.
Podstawę napędu stanowił silnik 327 V8 o mocy 350 KM. W 1970 roku w życie weszła ustawa o czystym powietrzu, narzucająca producentom ograniczenia emisji substancji szkodliwych, co zmusiło Chevroleta do przeprojektowania gamy jednostek napędowych także w Corvette. Następnie kryzys paliwowy spowodował obniżanie mocy w stosowanych silnikach, która spadła do 180 KM w silnikach L48 V8 w latach 1976–1979. Ponownie ze względów bezpieczeństwa w 1975 roku zakończono produkcję roadstera.
W ciągu 14 lat produkcji wyprodukowano 542 741 sztuk pojazdu.

### Restylizacje
Trzecia generacja Chevroleta Corvette w ciągu swojej obecności rynkowej przeszedł liczne zmiany wyglądu zewnętrznego. Pierwsze pojawiły się już w 1968 roku, przynosząc inny wygląd tylnej części nadwozia, która stała się wypukła. Duże zmiany w wyglądzie pojawiły się w 1974 roku, przynosząc zmodyfikowany kształt chowanych reflektorów i zderzaka, a także zmodyfikowaną tylną część nadwozia.
W 1978 roku nastąpił pierwszy poważny facelifting. Zamiast pionowej tylnej szyby osłoniętej po bokach słupkami, pojawiła się duża panoramiczna. Ponownie pojazd zyskał też zmiany w stylistyce nadwozia. Ostatnie zmiany Chevrolet przeprowadził w wyglądzie trzeciej generacji Corvette C3 w 1980 roku.

### Silniki
- V8 5.0l LG4
- V8 5.4l L75
- V8 5.7l L46
- V8 5.7l L48
- V8 5.7l L82
- V8 7.0l L36
- V8 7.4l LS4

## Czwarta generacja

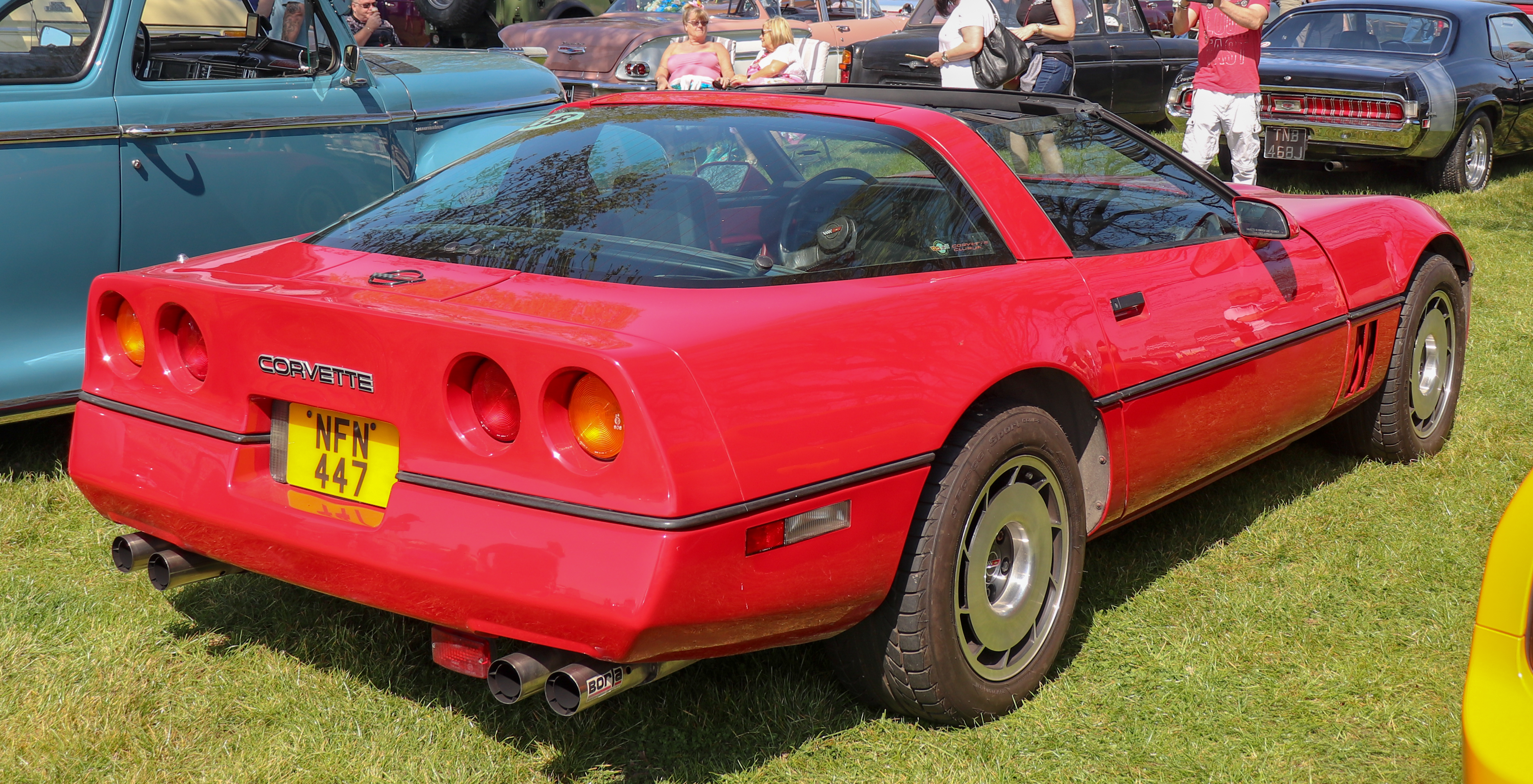
Chevrolet Corvette C4 - tył

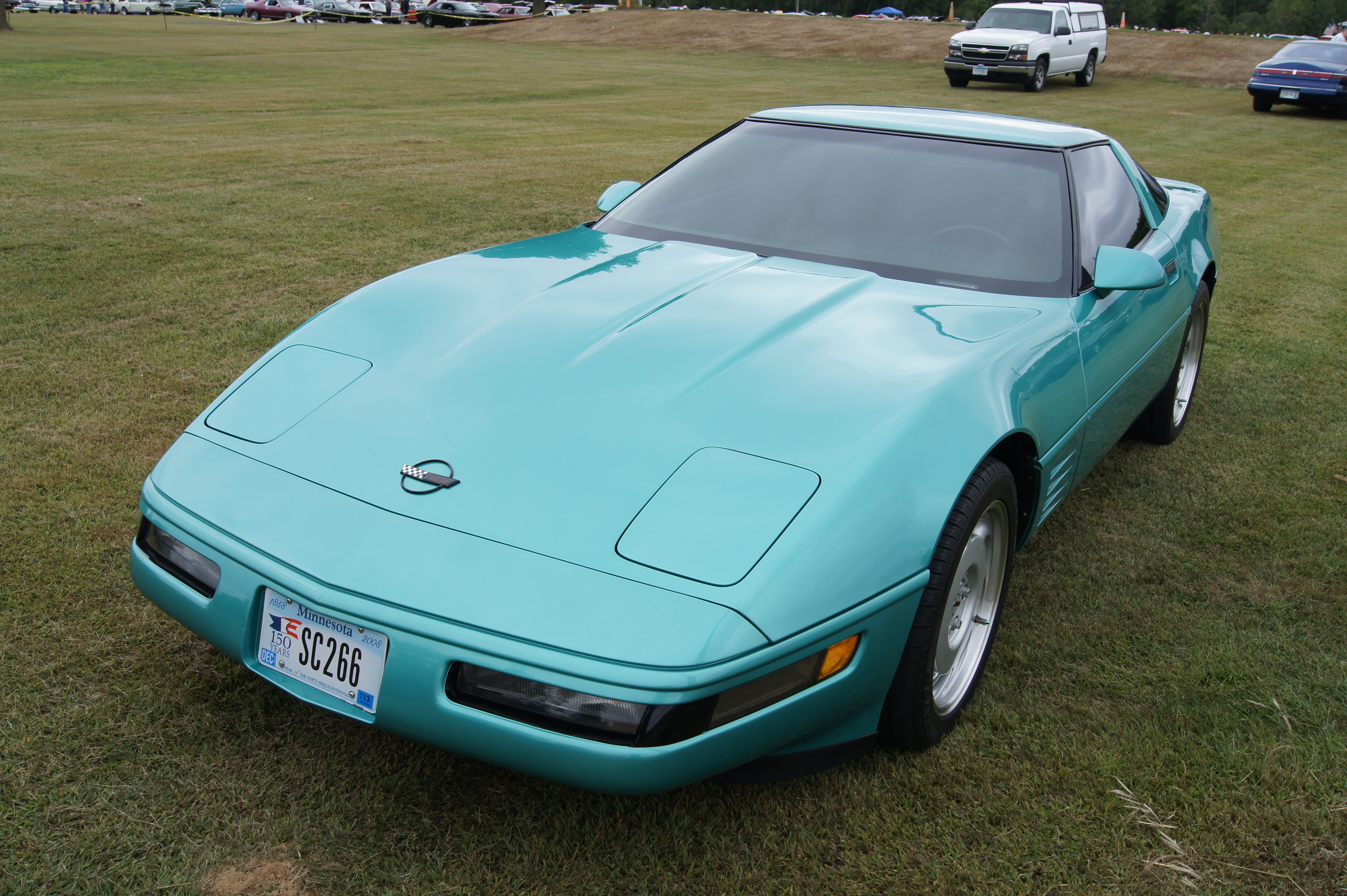
Chevrolet Corvette C4 po liftingu

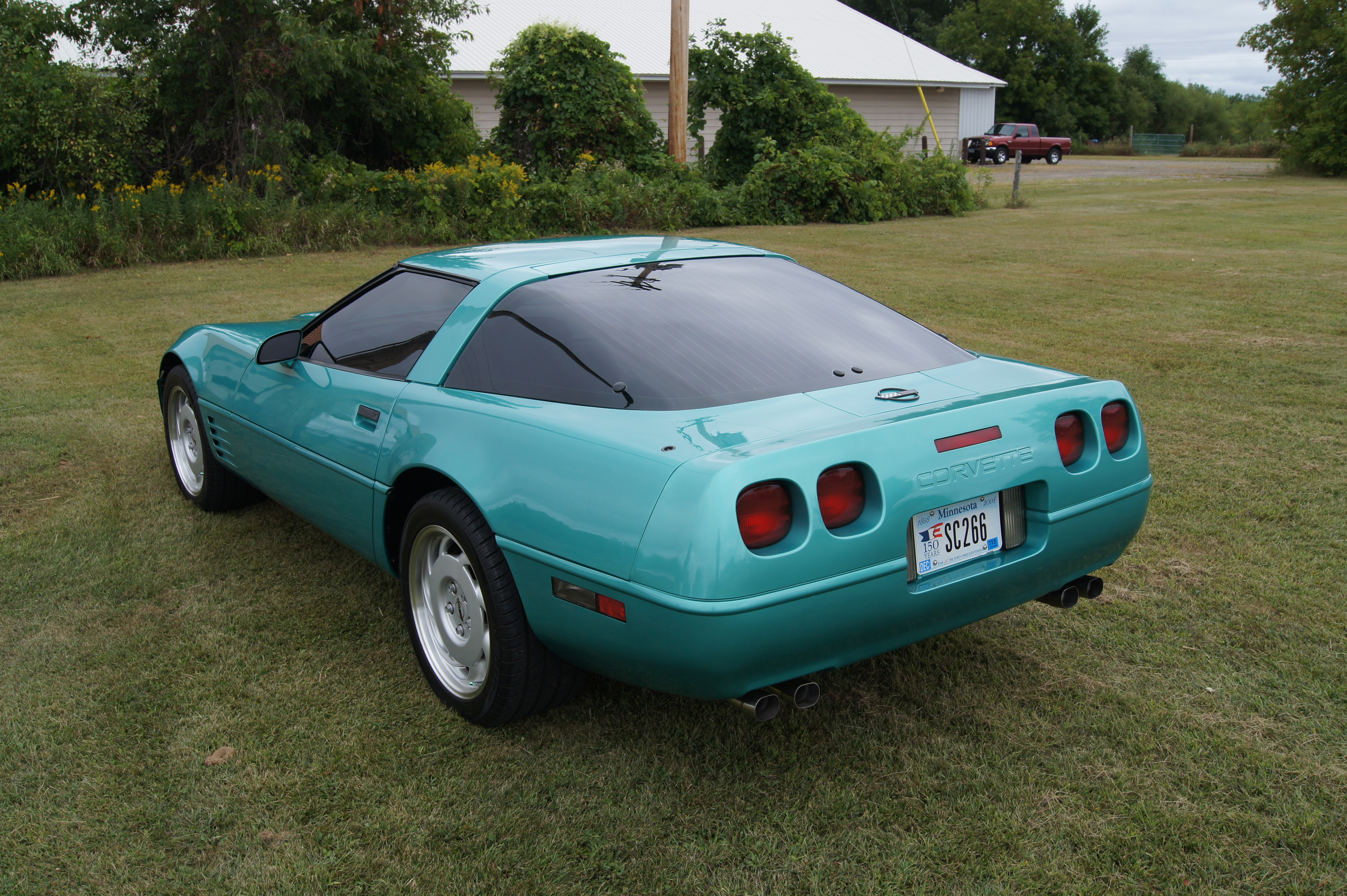
Chevrolet Corvette C4 - tył po liftingu

Chevrolet Corvette IV został zaprezentowany po raz pierwszy w 1984 roku.
Po 14 latach produkcji poprzednika, prezentując Corvette czwartej generacji Chevrolet przedstawił zbudowaną od podstaw zupełnie nową konstrukcję opartą na platformie Y-body koncernu General Motors. Samochód zyskał znacznie nowocześniejsze, bardziej kanciaste nadwozie, które stało się przestronniejsze i masywniejsze.
Samochód zachował kluczowe cechy wyglądu z poprzednika, takie jak chowane reflektory pod prostokątnymi kloszami, a także podwójne lampy tylne umieszczone w tubalnych, wsuniętych kloszach. Zastosowano także panoramiczną, zagiętą na kantach tylną szybę, która otwierała się razem z klapą bagażnika. Oprócz roadstera, Corvette C4 było dostępne tym razem także jako targa.
Napęd stanowił silnik L83 o mocach 200–250 KM w pierwszym roku produkcji i L98 w latach 1985–1991. Napędzana silnikiem oznaczanym LT5 V8 o pojemności 5740 cm³ osiągała moce 367, 385 i 405 KM.
W ciągu 12 lat produkcji wyprodukowano 366 227 aut.

### Restylizacje
W 1990 roku Chevrolet przeprowadził obszerną modernizację Corvette C4, która przyniosła zmiany w wyglądzie zarówno przedniej, jak i tylnej części nadwozia. Przedni zderzak zyskał umieszczone na narożnikach kierunkowskazy i inaczej ukształtowane wloty powietrza, z kolei tylna część nadwozia otrzymała wypukły, zamiast dotychczasowego wklęsłego, kształt, a także bardziej kanciaste klosze lamp.

### Silniki
- V8 5.7l L83
- V8 5.7l L98
- V8 5.7l LT1
- V8 5.7l LT4
- V8 5.7l LT5

## Piąta generacja

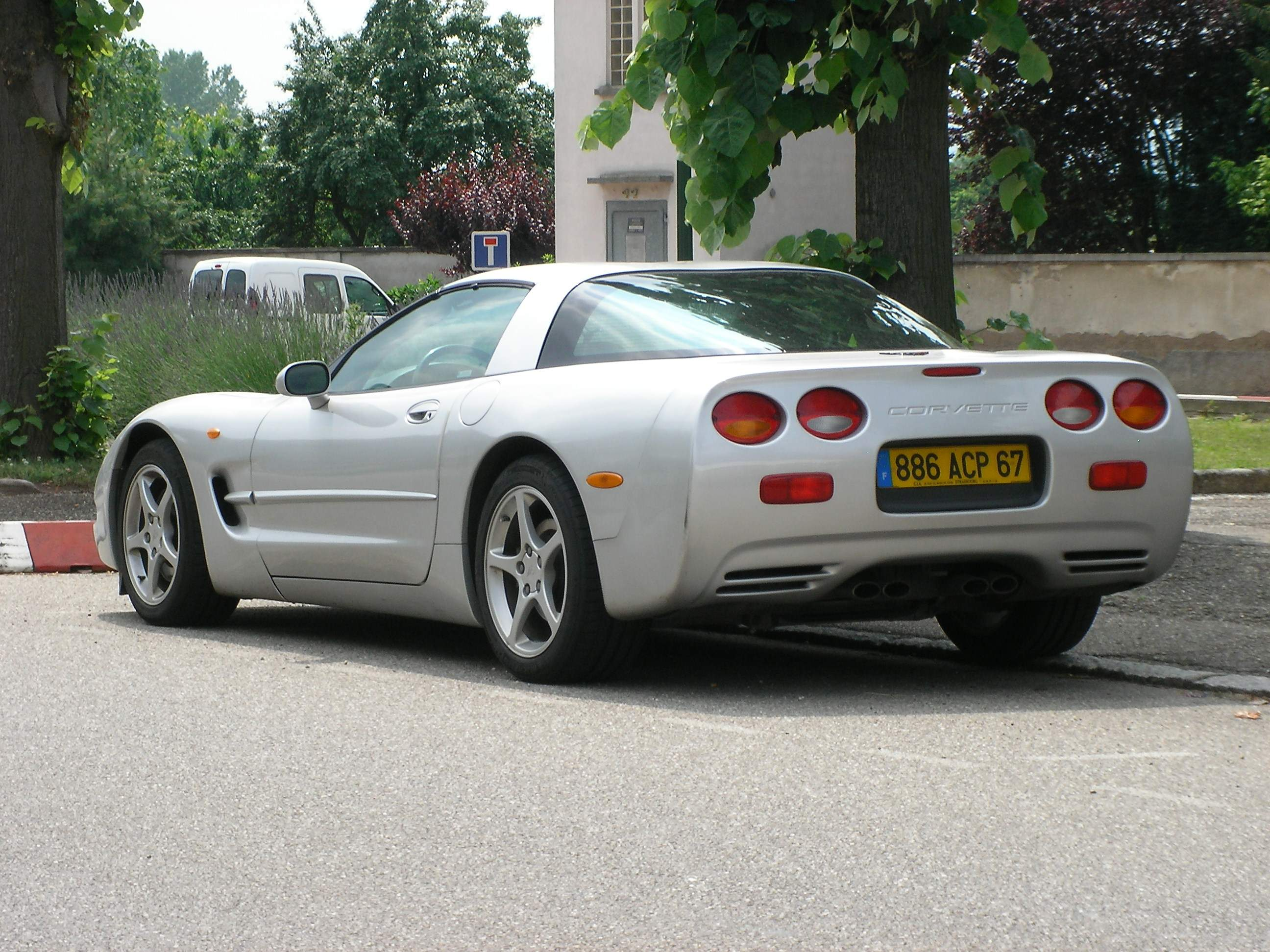
Chevrolet Corvette C5 - tył

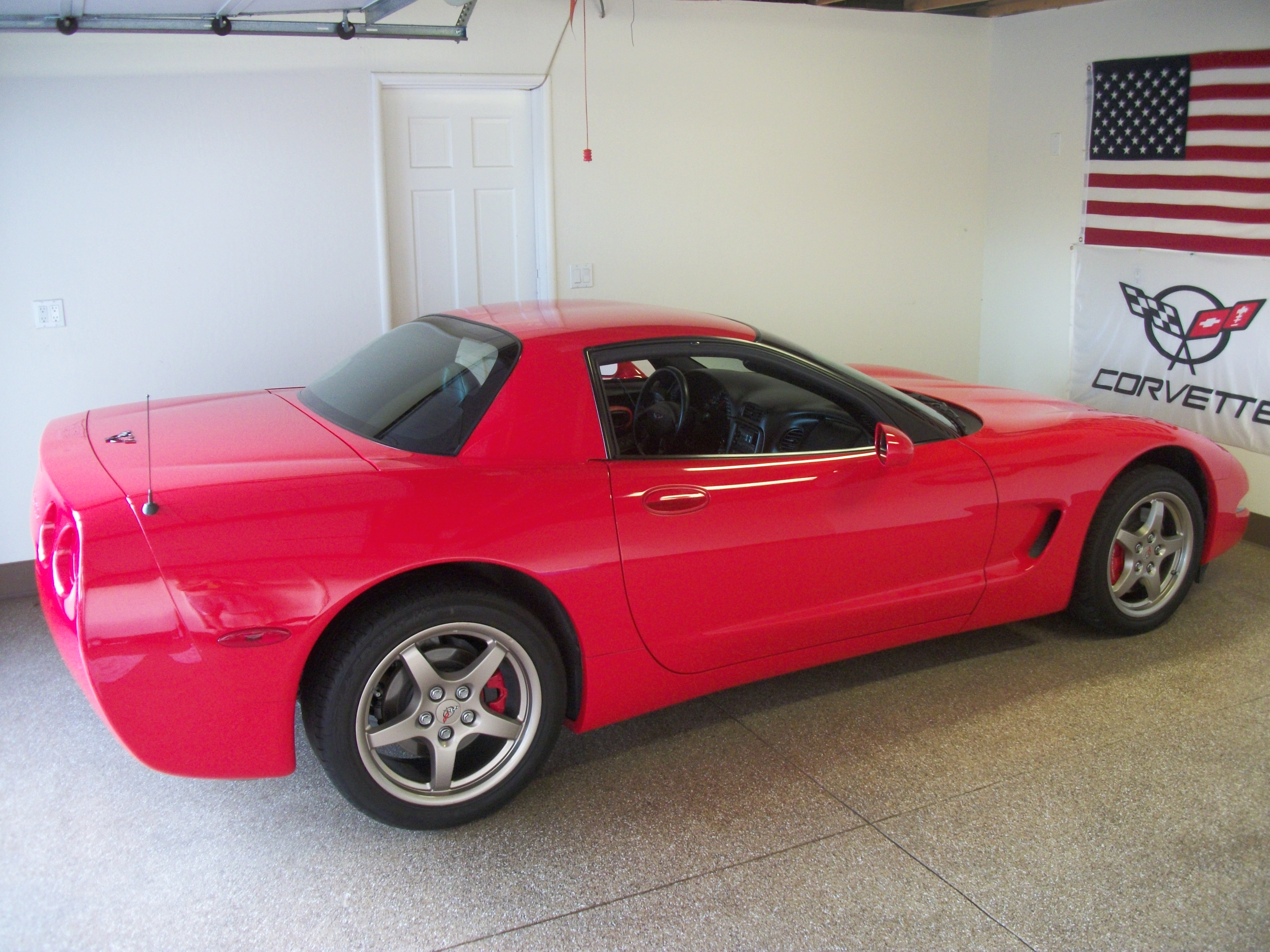
Chevrolet Corvette C5 Hardtop

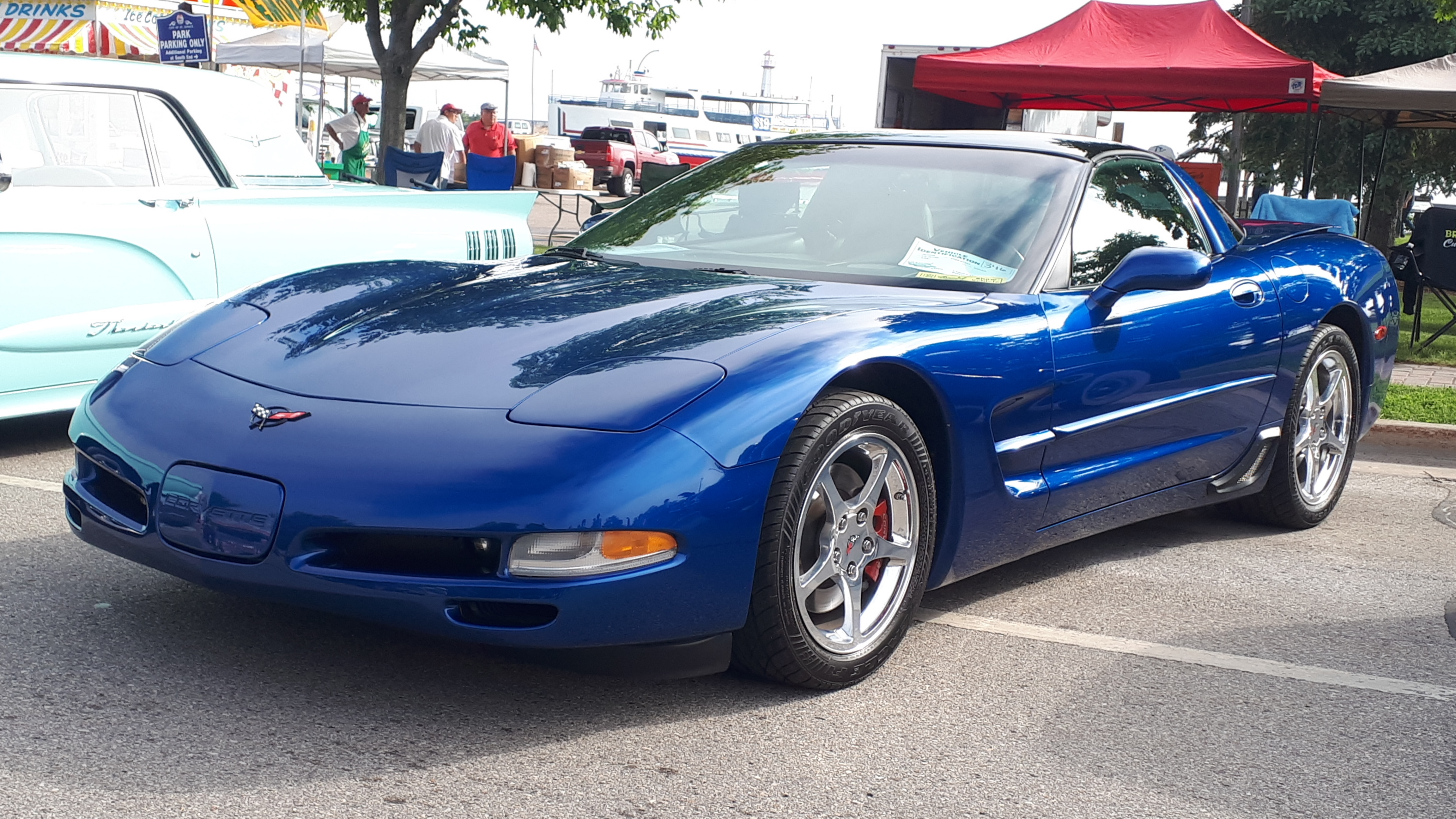
Chevrolet Corvette C5 Z06

Chevrolet Corvette V został zaprezentowany po raz pierwszy w 1996 roku..
Konstruując piątą generację Corvette, Chevrolet zdecydował się ponownie wykorzystać platformę Y-body stosowaną już w poprzedniku. Pod kątem stylistycznym samochód przeszedł ewolucyjny zakres zmian, zyskując bardziej zaokrągloną sylwetkę nadwozia, obłe nadkola i ponownie zaokrąglone tylne lampy.
Konstrukcja z nadwoziem z tworzyw sztucznych, oparta na hydroformowanej ramie skrzynkowej jest znacznie lżejsza od poprzednich a układ transaxle, polegający na umieszczeniu skrzyni biegów na tylnej osi, pomiędzy kołami, powoduje korzystniejsze rozłożenie mas pomiędzy osie. Napęd stanowił silnik LS1 V8 o pojemności 5719 cm³ i mocy 345 oraz 350 KM. W 2001 roku pojawił się następca wersji ZR1, model Z06. Do napędu użyto jednostki LS6 o mocy 385 KM a w rok później 405 KM, połączonej z sześciobiegową manualną skrzynią biegów. Prędkość maksymalna to 275 km/h.
W ciągu 8 lat produkcji wyprodukowano 247 715 sztuk pojazdu. W 1998 roku samochód zdobył tytuł North American Car of the Year.

### Wersje specjalne
- Indianapolis 500 Pace Car Replica
- 50th Anniversary Edition
- 24 Hours of Le Mans Commemorative Edition
- Z06

### Dane techniczne (Z06)
- V8 5,7 l (5665 cm³), 2 zawory na cylinder
- Układ zasilania: b/d
- Stopień sprężania: 10,5,:1
- Moc maksymalna: 405 KM (302 kW) przy 6000 obr./min
- Maksymalny moment obrotowy: 542 N•m przy 4800 obr./min
- Przyspieszenie 0-100 km/h: 4,0 s
- Przyspieszenie 0–160 km/h: b/d
- Czas przejazdu pierwszych 400 m: 12,4 s
- Prędkość maksymalna: 275 km/h

### Silniki
- V8 5.7l LS1
- V8 5.7l LS6

## Szósta generacja

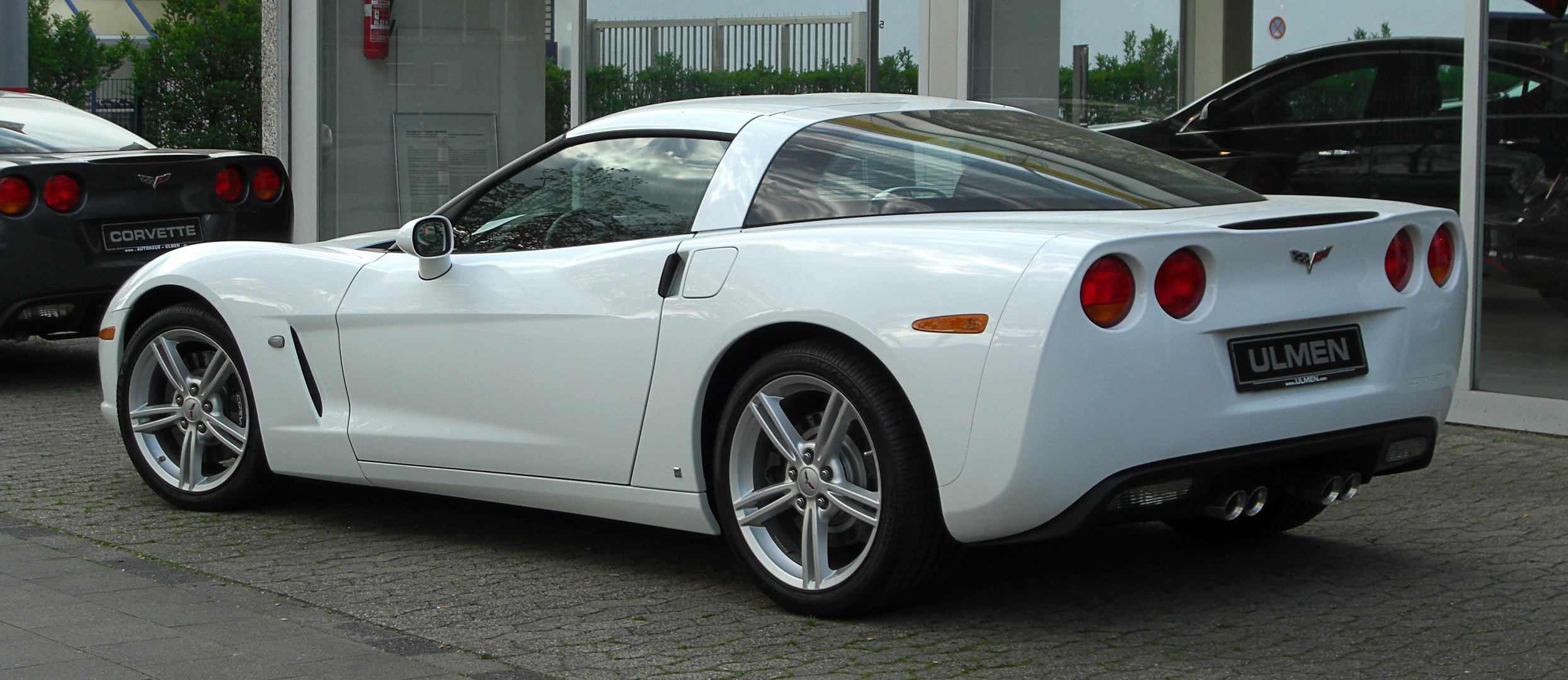
Chevrolet Corvette C6 Coupe

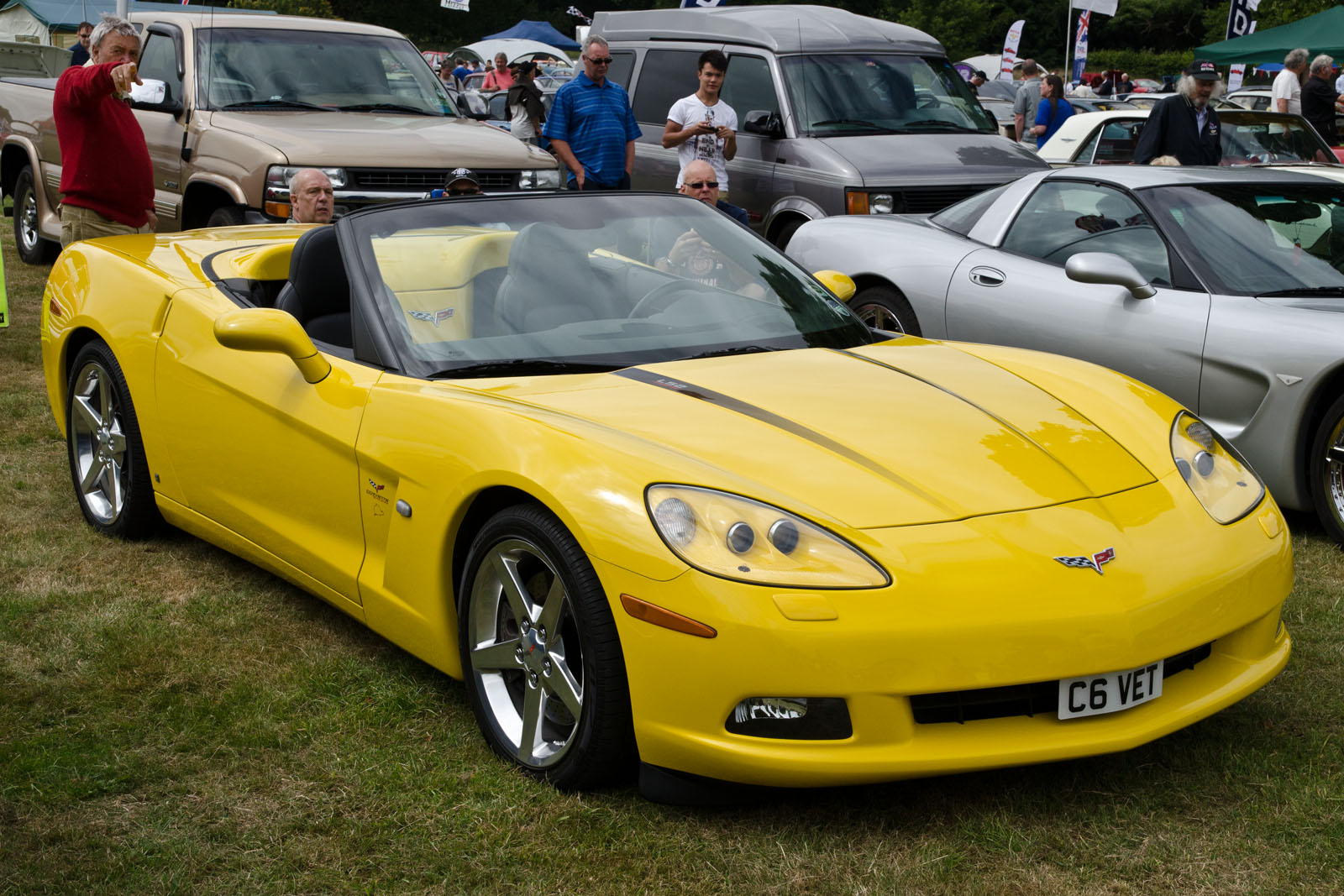
Chevrolet Corvette C6 Roadster

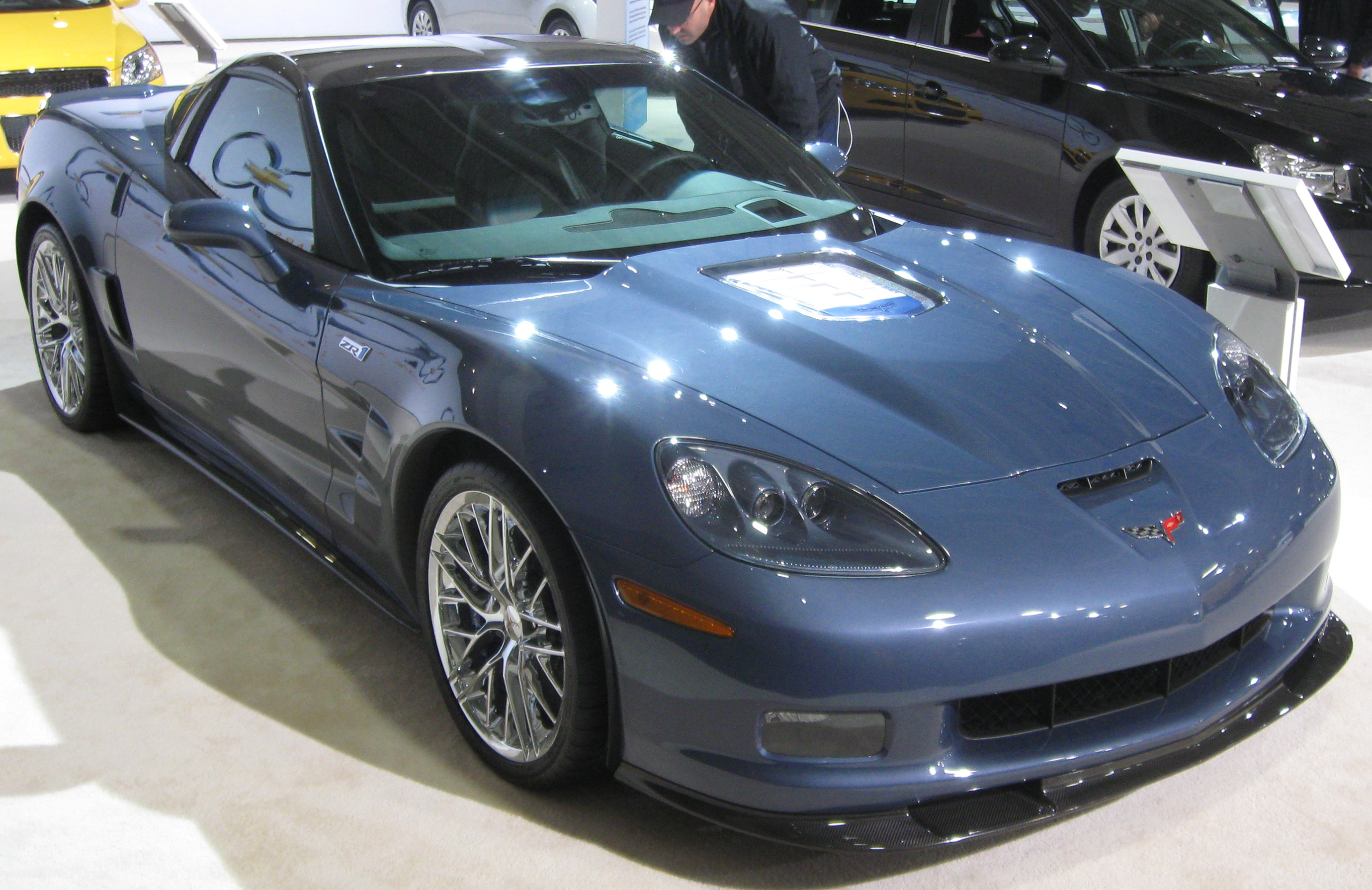
Chevrolet Corvette C6 ZR1

Chevrolet Corvette VI został zaprezentowany po raz pierwszy w 2004 roku.
Podobnie jak poprzednik, szósta generacja Corvette przeszła ewolucyjny zakres zmian stylistycznych w porównaniu do modelu C5. Największą zmianą w stylistyce pojazdu był wygląd przedniej części nadwozia, gdzie po raz pierwszy od prezentacji modelu pierwszej generacji pojawiły się klasyczne, odsłonięte reflektory zamiast dotychczasowych, chowanych pod obrotowymi prostokątnymi kloszami.
Samochód zachował jednak inne charakterystyczne cechy stylistyczne, jak podwójne okrągłe tylne lampy, szpiczasty, podłużny przód, czy panoramiczna, zakrzywiona szyba tylna.
Przy konstruowaniu tego modelu skupiono się na poprawie własności jezdnych, dostosowując auto do bardziej komfortowego codziennego użytkowania. Układ transaxle pozostał, lecz tym razem skrzynia przekazuje na koła moc 400 KM wytwarzanych przez silnik LS2 V8 o pojemności 5970 cm³. Po raz pierwszy również, od 1962 roku zastosowano w tym modelu stałe, niechowane reflektory. Cała sylwetka sprawia wrażenie krótkiej, zwartej i bardzo szybkiej.
W latach 2006–2013 model Chevrolet Corvette C6 Z06 z silnikiem LS7 o pojemności 7011 cm³ i mocy 512 KM. W latach 2009–2014 model Chevrolet Corvette C6 ZR1 z silnikiem o pojemności 6162 cm³ LS9 i mocy 647 KM. Sprint do 100 km/h wynosi 3,2 s czyli szybciej niż Ferrari GTO, a do 200 km/h wynosi 10,9 s. Prędkość maksymalna to 330 km/h.
W ciągu 9 lat produkcji wyprodukowano 215 123 egzemplarze C6.

### Wersje specjalne
- ZO6
- ZR1
- Grand Sport
- ZHZ – 2008
- GT1 Championship Edition
- Z06 Carbon Limited Edition
- 427 Collectors Edition -2013

### Dane techniczne (ZR1)
- V8 6,2 l (6162 cm³), OHV, 90°, 2 zawory na cylinder, sprężarka mechaniczna
- Układ zasilania: b/d
- Średnica cylindra × skok tłoka: 103.25 mm × 92.00 mm
- Stopień sprężania: 9,10:1
- Moc maksymalna: 646,9 KM (475,8 kW) przy 6500 obr./min
- Maksymalny moment obrotowy: 819,0 N•m przy 3800 obr./min
- Przyspieszenie 0-100 km/h: 3,4 s
- Przyspieszenie 0–160 km/h: 7,0 s
- Czas przejazdu pierwszych 400 m: 10,8 s
- Prędkość maksymalna: 330 km/h

### Silniki
- V8 6.0l LS2
- V8 6.2l LS3
- V8 7.0l LS7
- V8 8.2l K-Tech

## Siódma generacja

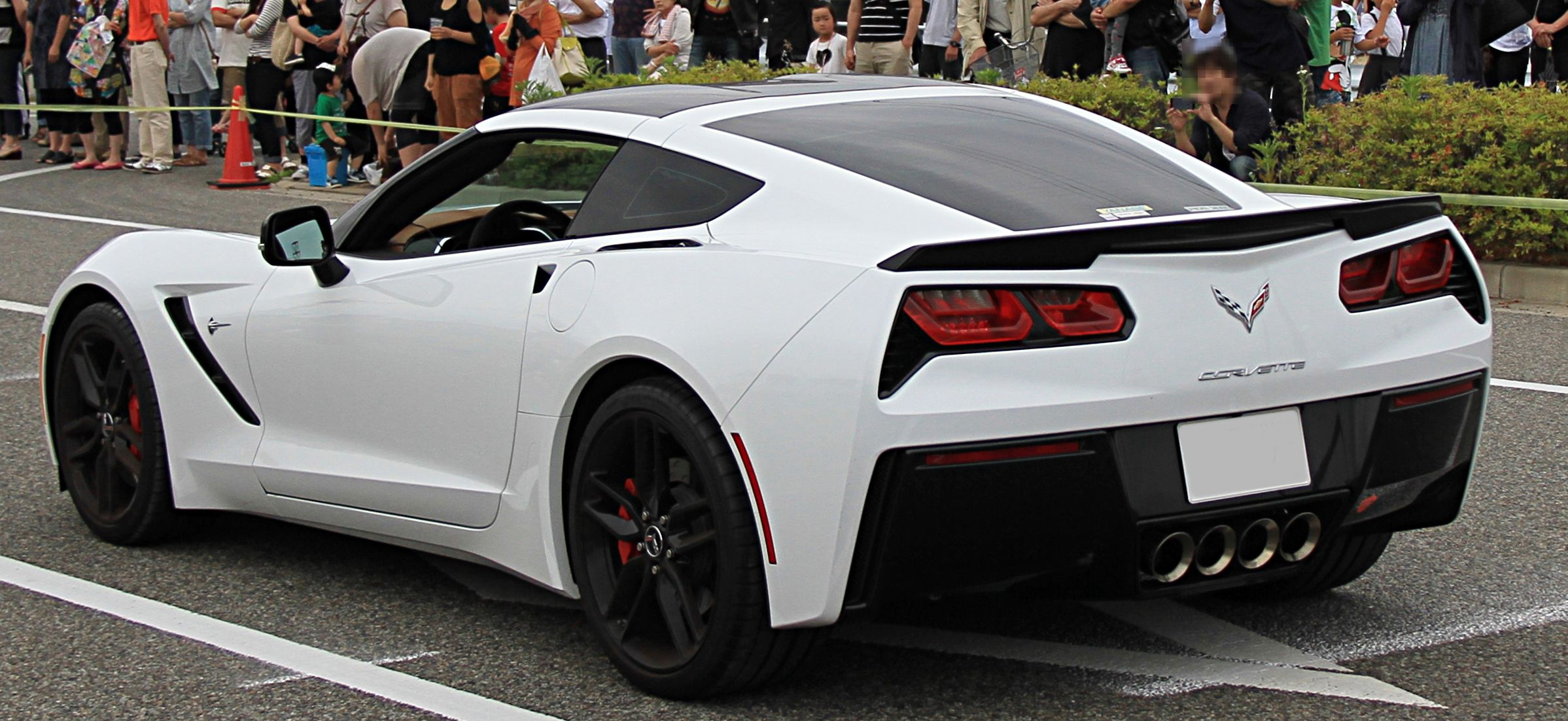
Chevrolet Corvette C7 - tył

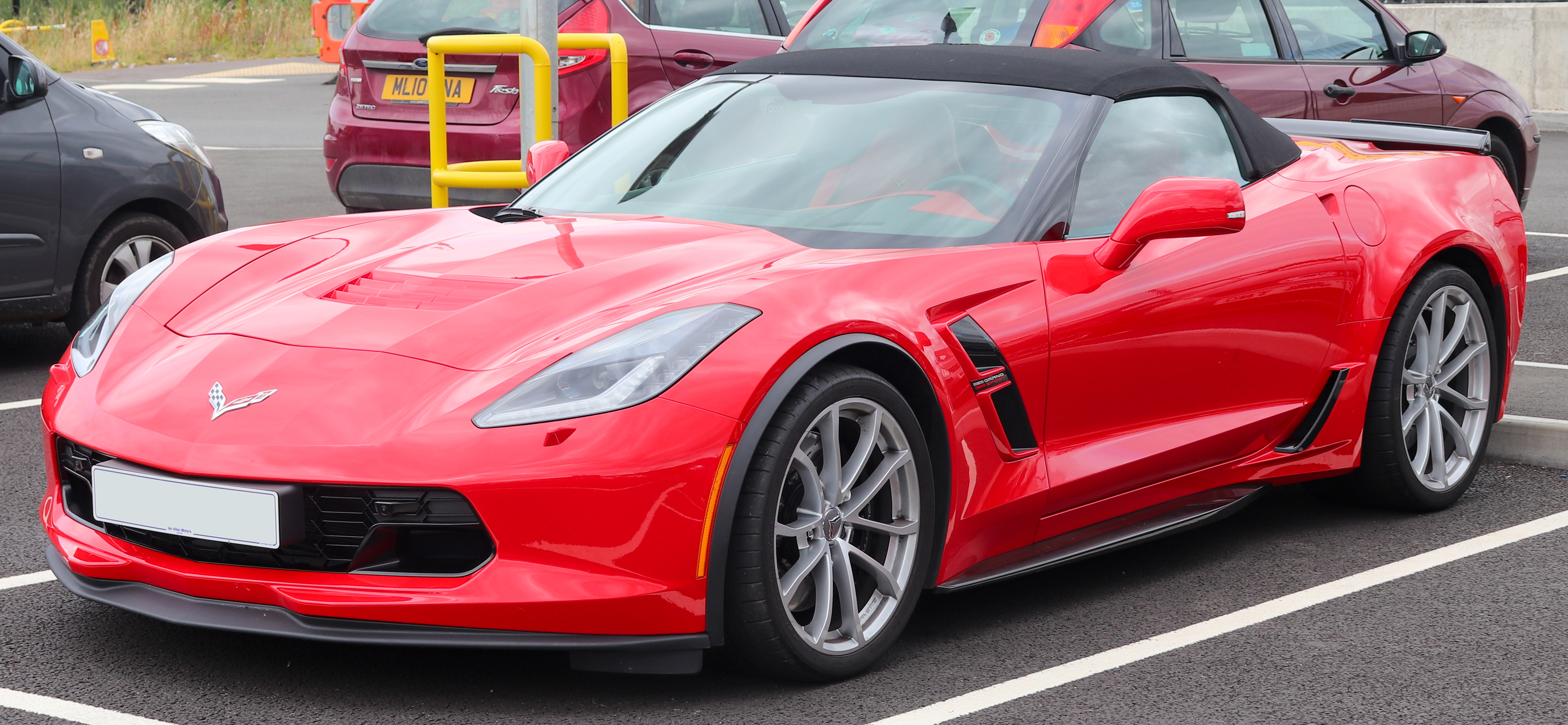
Chevrolet Corvette C7 Roadster

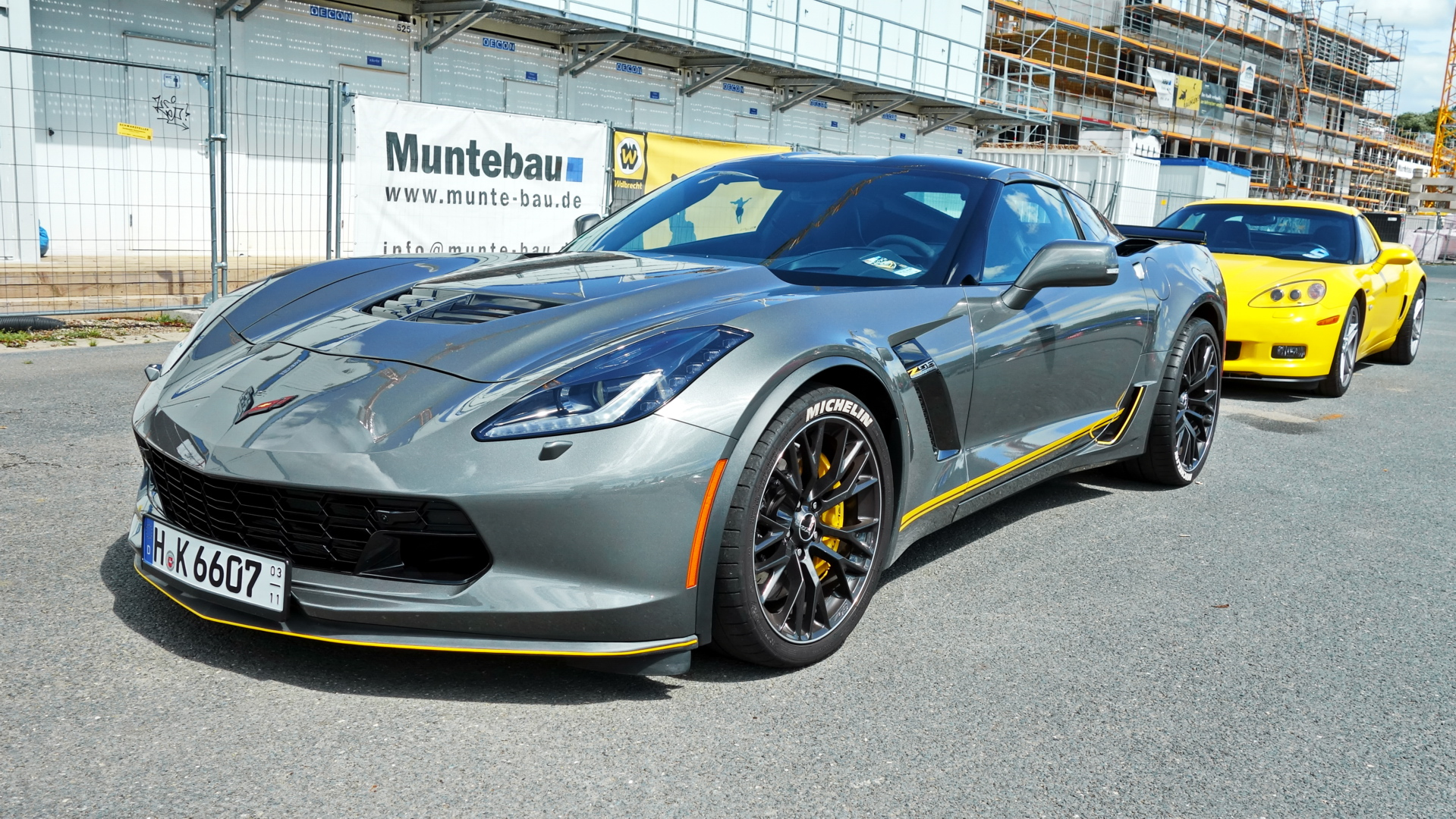
Chevrolet Corvette C7 Z06

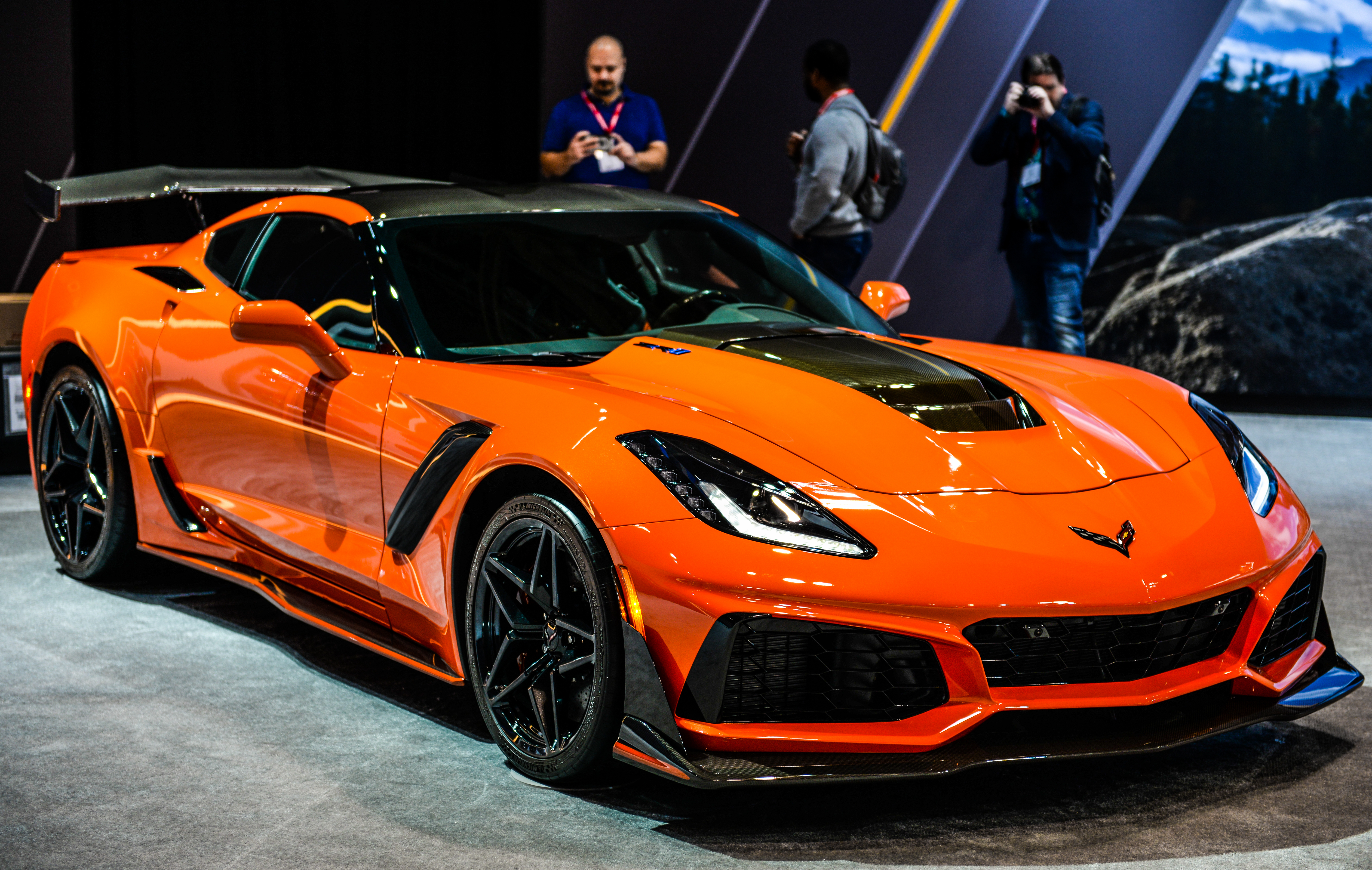
Chevrolet Corvette C7 ZR1

Chevrolet Corvette VII został zaprezentowany po raz pierwszy w 2013 roku.
Siódma generacja Corvette przeszła gruntowną zmianę formuły, zyskując nie tylko nowy projekt stylistyczny, ale i nowe proporcje nadwozia. Samochód zyskał znacznie masywniejszą i bardziej muskularną sylwetkę, z dużym wlotem powietrza w przedniej części nadwozia i większymi, agresywnie zarysowanymi reflektorami.
Duże zmiany przeszła tylna część nadwozia, gdzie zachowano motyw podwójnych lamp, które przyjęły jednak bardziej kanciastą, wielokształtną formę. Pod kątem technicznym, samochód otrzymał nowy silnik LT1 V8 o pojemności 6,2 litra. W normalnej konfiguracji jednostka ta generuje dokładnie 461 KM oraz 624 Nm momentu obrotowego.
W ofercie wyposażenia dodatkowego znaleźć można było m.in. specjalny układ wydechowy, który jest w stanie podnieść moc do 466 KM oraz moment obrotowy do 630 Nm.

### Wersje specjalne
Ze względu na fakt, że w 2013 roku przypadła 60. rocznica powstania modelu Corvette producent postanowił wprowadzić do oferty specjalną edycję o nazwie Premiere Edition. Nowość została zaprezentowana w National Corvette Museum w Bowling Green w Kentucky. Auto bazuje na wersji wyposażenia 3LT w wariancie coupe i dodatkowo otrzymuje między innymi specjalny lakier Laguna Blue Metallic oraz dach z włókna węglowego. Oprócz tego na masce pojawił się pasek z tego samego materiału oraz chromowane felgi z kapslem „Stingray”.
W 2013 roku pojawiła się także wersja „kombi”. Wariant ten to model Corvette przerabiany przez firmę Callaway z możliwością cofnięcia zmian. Pakiet dodatków z włókna węglowego kosztuje 15 tysięcy dolarów, zaś malowanie ich na pasujący kolor to koszt 1500 dolarów. Zmian jest niewiele – przedłużony dach, dodane boczne okna, zmodyfikowano tylną klapę.
Podczas Detroit Motor Show 2014 zaprezentowano model Z06. Nieznacznym zmianom poddano wygląd nadwozia. Dodano przedni spliter, zmieniono grill oraz tylny spoiler. Moc doładowanego mechanicznie silnika V8 LT4 o pojemności 6162 cm³ wynosi 625 KM. Jest to druga pod względem mocy Corvette w historii. Za przeniesienie napędu odpowiada 7-biegowa automatyczna skrzynia biegów. Opcjonalne jest zakupienie opcji ZR1. Chevrolet ma zamiar wprowadzić auto do produkcji na początku 2015 roku.
Chevrolet Corvette Z07 debiutował w Europie na salonie genewskim w marcu 2015 roku. Zbudowany w oparciu o aluminiową ramę przestrzenną samochód napędzany jest doładowanym kompresorem, benzynowym silnikiem V8 o pojemności 6,2 l. Jednostka wyposażona w bezpośredni wtrysk paliwa i system dezaktywacji cylindrów rozwija moc 659 KM i dysponuje maksymalnym momentem obrotowym 881 Nm. Moc przenoszona jest na koła tylnej osi za pośrednictwem siedmiostopniowej ręcznej skrzyni biegów.

### Silniki
- V8 6.2l LT1
- V8 6.2l LT4
- V8 6.2l LT5

## Ósma generacja

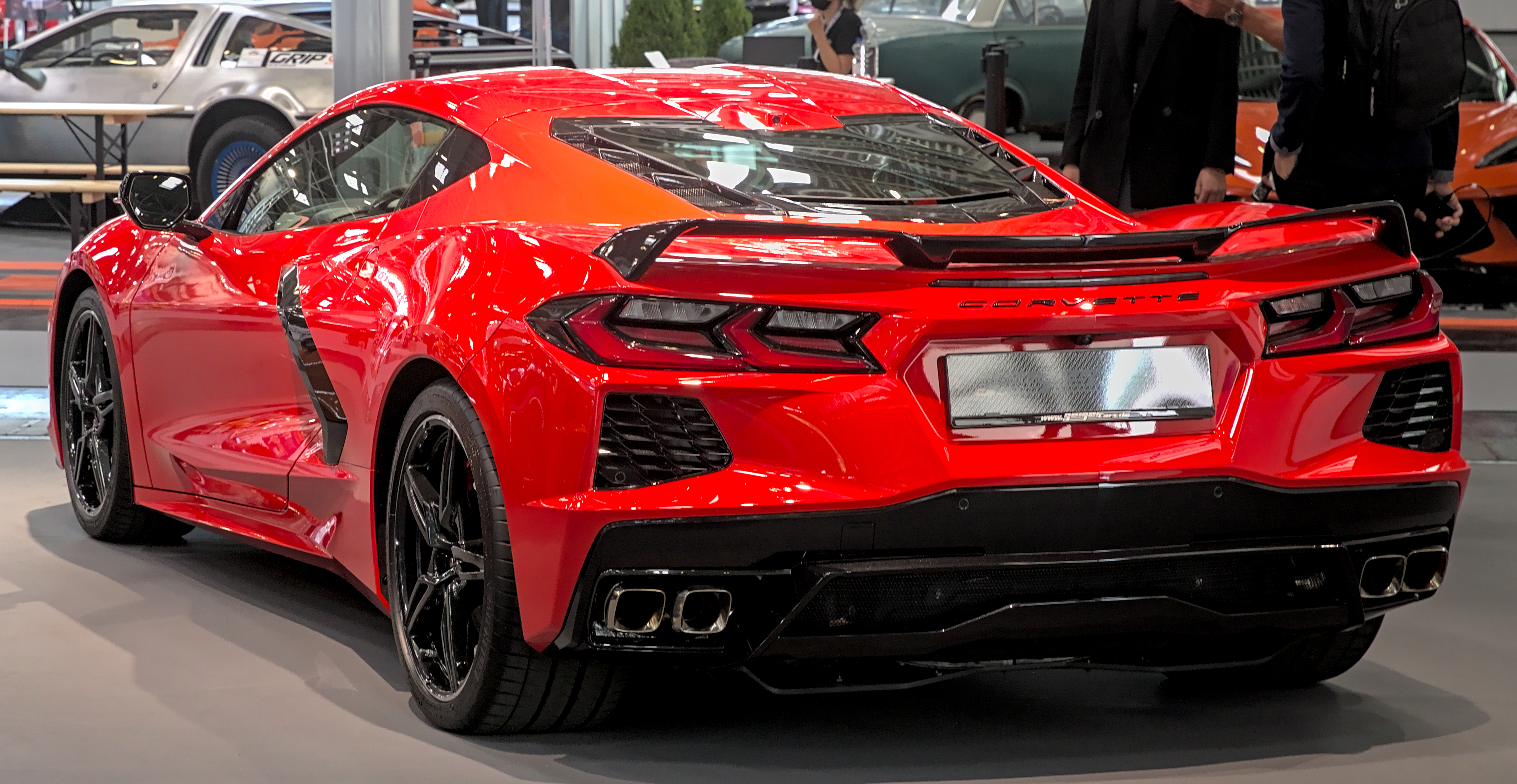
Chevrolet Corvette C8 - tył

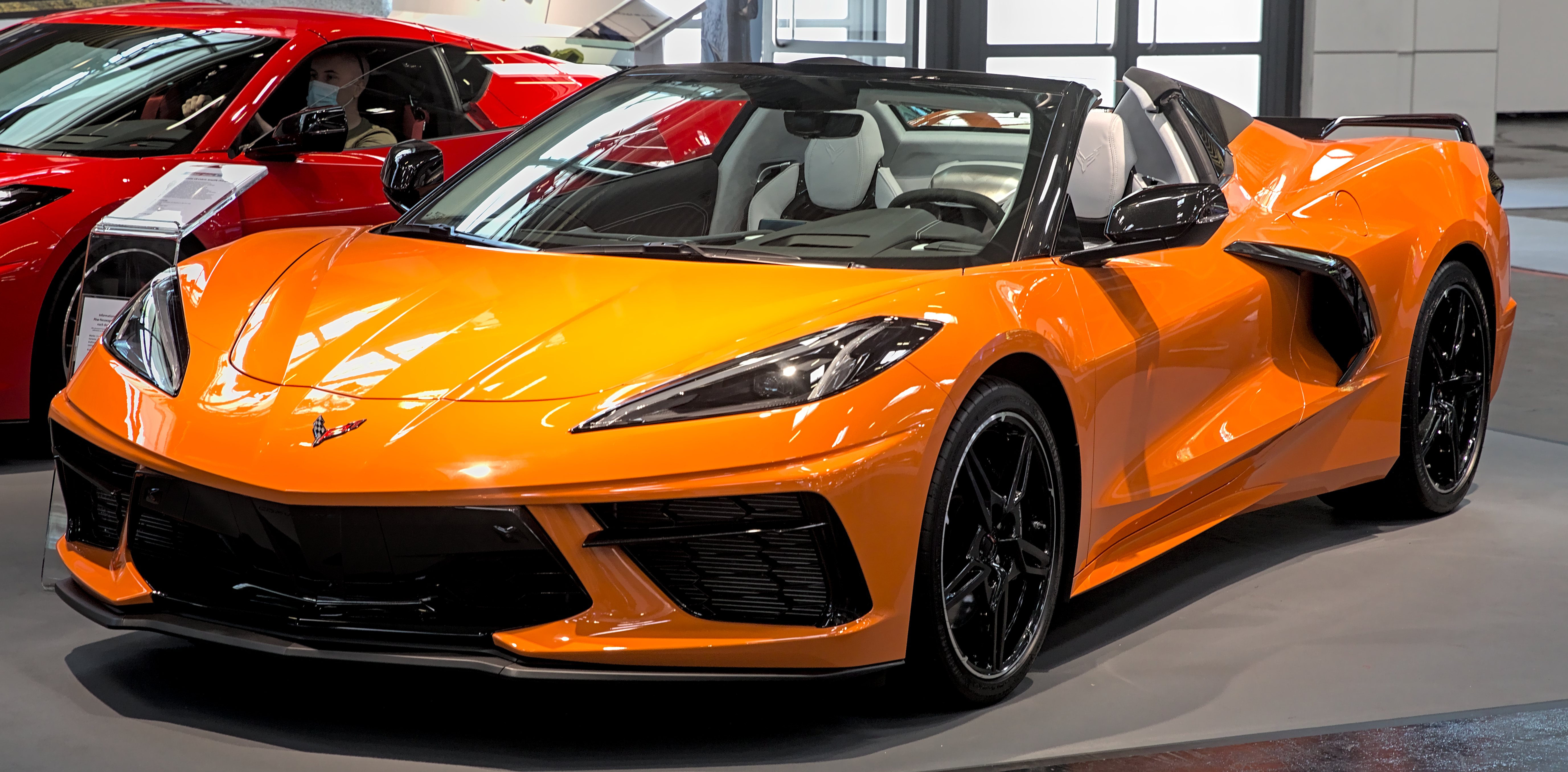
Chevrolet Corvette C8 Roadster

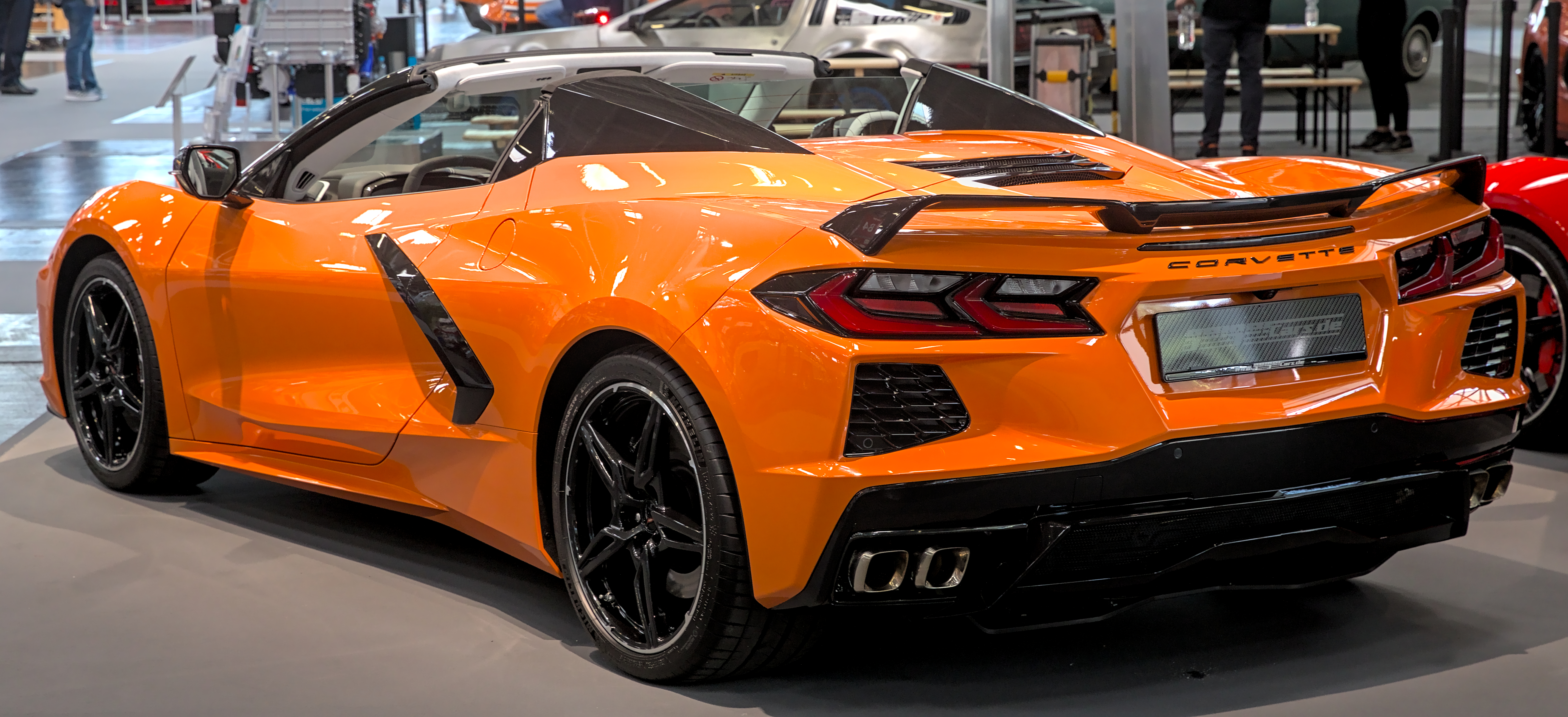
Chevrolet Corvette C8 Roadster - tył

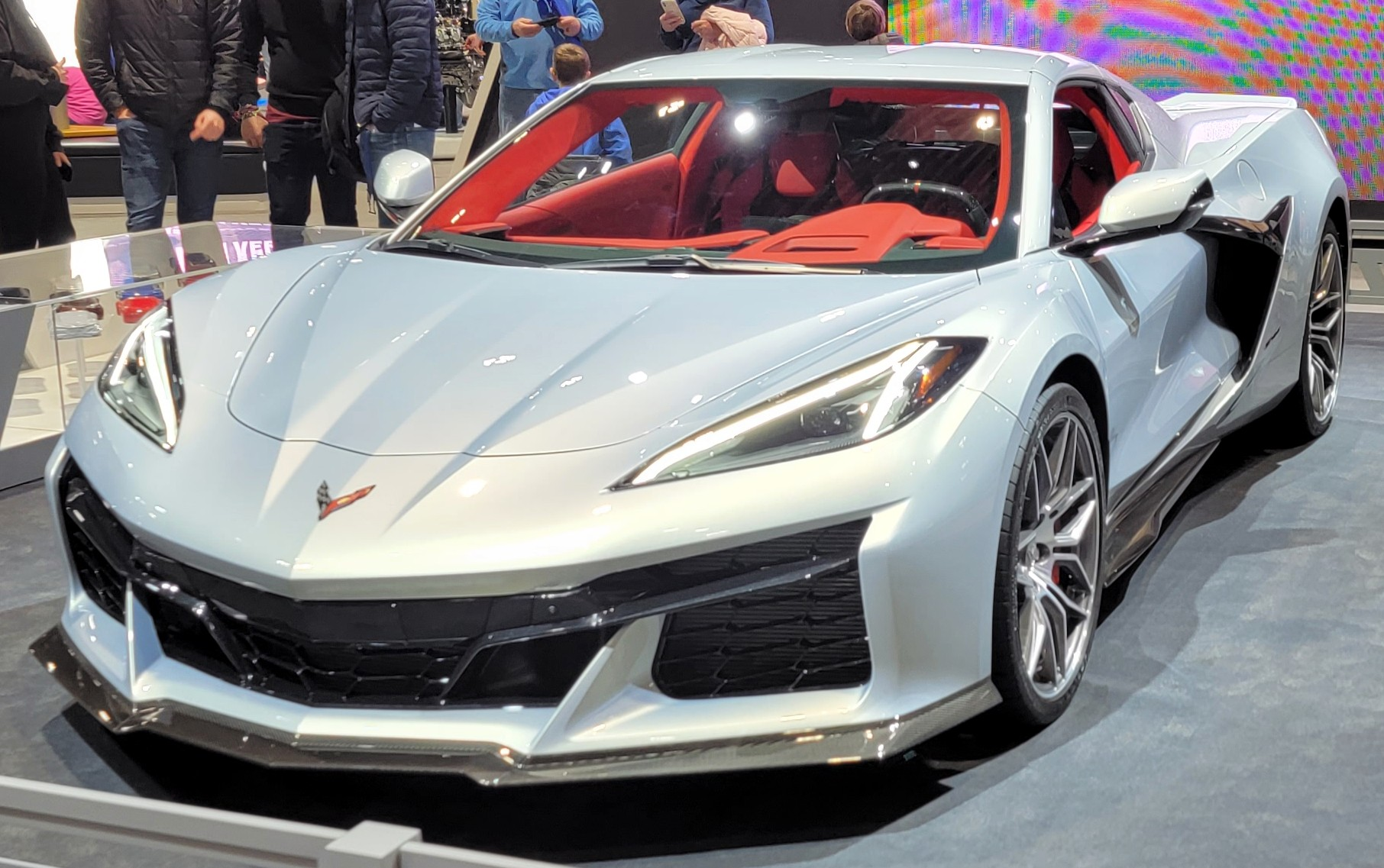
Chevrolet Corvette C8 Z06

Chevrolet Corvette VIII został zaprezentowany po raz pierwszy w 2019 roku.
W maju 2016 roku w mediach motoryzacyjnych pojawiły się pierwsze informacje na temat nowej, ósmej generacji Corvette, donosząc, że samochód po raz pierwszy w historii przejdzie zmianę formuły i będzie posiadać silnik umieszczony centralnie. Informacje te potwierdziły się dwa lata później, gdy w 2018 roku Chevrolet rozpoczął pierwsze testy drogowe zamaskowanych, przedprodukcyjnych egzemplarzy Corvette C8 w nowej formule.
Po licznych zapowiedziach, oficjalna premiera ósmej generacji Chevroleta Corvette odbyła się w drugiej połowie lipca 2019 roku. W związku ze zmianą koncepcji umieszczenia jednostki napędowej, samochód przeszedł największe w historii zmiany w proporcjach nadwozia - tym razem to przednia część nadwozia stała się krótka i ścięta na rzecz dłuższego tyłu skrywającego dostęp do silnika.
Corvette C8 zachowało również typowe cechy stylistyczne modelu znane z poprzedników, jak agresywnie zarysowane przednie reflektory czy podwójne tylne lampy, które podobnie jak w przypadku modelu C7 nie przyjęły już okrągłej formy, lecz wielokątną, kanciastą. Największą zmianą w kabinie pasażerskiej stał się z kolei kokpit zdominowany przez 12-calowy ekran dotykowy pozwalający na sterowanie większością funkcji pojazdu.
Produkcja Corvette C8 miała rozpocząć się pierwotnie pod koniec 2019 roku, jednak z powodu strajków związków zawodowych General Motors było zmuszone przesunąć tę operację do lutego 2020 roku.

### Corvette Z06
W październiku 2021 Chevrolet przedstawił, wyczynową odmianę Corvette Z06. Pod kątem wizualnym samochód zyskał rozbudowane wloty powietrza, dodatkowe nakładki na progi, większy dyfuzor, poczwórną końcówkę wydechu oraz duży, tylny spojler. Modyfikacje w materiałach wykończeniowych pozwoliły obniżyć masę całkowitą pojazdu o 18,6 kilograma. Do napędu Corvette Z06 wykorzystany został wolnossący silnik benzynowy typu V8 o pojemności 5,5 litra i mocy maksymalnej 670 KM i 623 Nm maksymalnego momentu obrotowego, połączony z tą samą automatyczną skrzynią biegów przenoszącą moc na tylną oś.

### Sprzedaż
Chevrolet Corvette C8 docelowo powstał jako samochód o globalnym zasięgu rynkowym. Poza rodzimym rynkiem Ameryki Północnej, w momencie premiery producent zapowiedział rozpoczęcie sprzedaży pojazdu także m.in. w Japonii, Indiach, Afryce czy Europie Po raz pierwszy w historii Corvette C8 przeznaczono także do sprzedaży Australii i Nowej Zelandii. Początkowo samochód miał być sprzedawany w ramach sieci dealerskiej Holden Special Vehicles, jednak z powodu likwidacji marki Holden i decyzji o przekształceniu filii HSV, ostatecznie Corvette trafi do sprzedaży pod marką GMSV jako GMSV Chevrolet Corvette.

### Corvette ZR1
W lipcu 2024 Chevrolet przedstawił topową, wyczynową odmianę Corvette ZR1. Pod kątem wizualnym samochód zyskał rozbudowane przednie spoilery, wlot na masce, doloty powietrza dla silnika na tylnej części auta, większe skrzydło, standardowy dach z włókna węglowego, magnetyczne zawieszenie jako opcje, większy dyfuzor oraz osłonięte podwozie dla lepszego przepływu powietrza. Do napędu topowej Corvette ZR1 wykorzystany został turbo doładowany silnik benzynowy typu V8 o pojemności 5,5 litra i mocy maksymalnej 1079 KM i 1123 Nm maksymalnego momentu obrotowego, połączony z tą samą automatyczną skrzynią biegów przenoszącą moc na tylną oś.

### Silnik
- V8 5.5l M1L
- V8 6.2l LT2
- V8 5.5l LT7

### Dane techniczne (M1L)
- V8 5,5 l (5463 cm3), OHV, 4 zawory na cylinder, sprężarka mechaniczna
- Układ zasilania: b/d
- Średnica cylindra × skok tłoka: 104.25 mm × 80.00 mm
- Stopień sprężania: 12.5
- Moc maksymalna: 670 KM (492.6 kW) przy 8400 obr./min
- Maksymalny moment obrotowy: 623,0 N•m przy 6300 obr./min
- Przyspieszenie 0-100 km/h: 2,6 s

### Dane techniczne (LT7)
- V8 5,5 l (5463 cm3), DOHC, 4 zawory na cylinder, twin-turbo
- Układ zasilania: b/d
- Moc maksymalna: 1079 KM (793.4 kW) przy 7000 obr./min
- Maksymalny moment obrotowy: 1123,0 N•m przy 6000 obr./min
- Przyspieszenie 0-100 km/h: 2,3 s

## Kultura
Chevrolet Corvette wielokrotnie był prezentowany przez filmowców w ich produkcjach. Pojazd był obecny m.in. w filmach: Godziny szczytu (1998), Auta 2 (2011), Corvette Summer (1978), Transformers: Zemsta upadłych (2009), Route 66 (1960–1964).